# Nossen
Nossen is een kleine stad in de Duitse deelstaat Saksen, gelegen in de Landkreis Meißen.

## Geografie
De stad ligt aan de zuidrand van het Middelsaksisch Heuvelland aan de oevers van de (niet bevaarbare) Freiberger Mulde. Dresden ligt 31 km ten oosten van Nossen en Chemnitz 36 km in zuidwestelijke richting. De stad telt 10.510 inwoners.

### Naburige gemeentes
- In de Landkreis Mittelsachsen: Döbeln, Roßwein, Großschirma, Reinsberg en Striegistal;
- In de Landkreis Meißen: Käbschütztal, Lommatzsch en Klipphausen.

### Stadsindeling

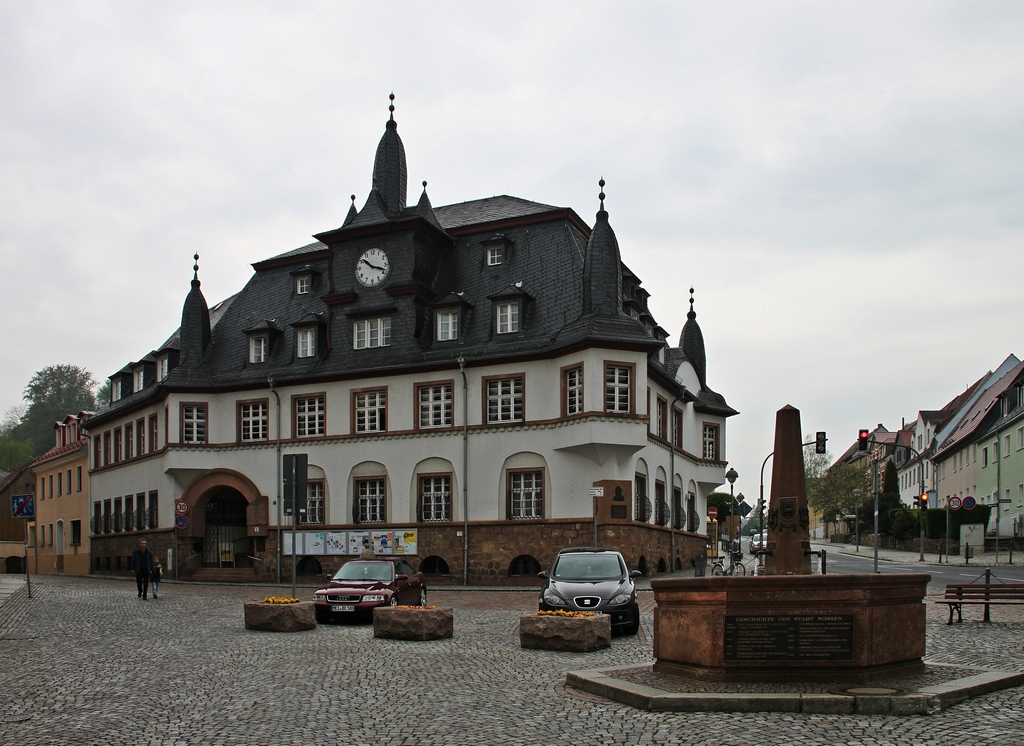
Stadhuis

Voor een plattegrond met daarop de ligging van de 56 Ortsteile zie op de gemeentelijke website: www.nossen.de/ortsteile.html
Sinds de opheffing en annexatie van de voormalige gemeenten Ketzerbachtal en Leuben-Schleinitz kent Nossen de volgende 56 stadsdelen:
- Abend
- Badersen
- Bodenbach
- Deutschenbora
- Dobschütz
- Elgersdorf
- Eulitz
- Gallschütz
- Göltzscha
- Graupzig

- Gruna
- Heynitz
- Höfgen
- Ilkendorf
- Karcha
- Katzenberg
- Klessig
- Kottewitz
- Kreißa
- Leippen

- Leuben
- Lossen
- Lösten
- Mahlitzsch
- Mergenthal
- Mertitz
- Mettelwitz
- Mutzschwitz
- Neubodenbach
- Nossen (stad)

- Noßlitz
- Oberstößwitz
- Perba
- Pinnewitz
- Praterschütz
- Priesen
- Pröda
- Radewitz
- Raßlitz
- Raußlitz

- Rhäsa
- Rüsseina
- Saulitz
- Schänitz
- Schleinitz
- Schrebitz
- Stahna
- Starbach
- Wahnitz
- Wauden

- Wendischbora
- Wolkau
- Wuhsen
- Wunschwitz
- Zetta
- Ziegenhain

Uit het bovenstaande blijkt, dat de stad Nossen, met in 2019 ruim 5.000 inwoners, in het uiterste zuiden van het gemeentegebied ligt.
Plaatsjes, die wel in de gemeente Nossen liggen, maar niet op de bovenstaande lijst van Ortsteile voorkomen, zijn:
- Augustusburg, in feite een zuidelijke wijk van de stad Nossen;
- Eula, met ten westen daarvan Niedereula, en ten oosten daarvan Obereula, aan de B101, aan de oostkant van Nossen-stad;
- Gohla, een gehucht ten westen van Katzenberg;
- Zella, de buurt rondom het oude klooster, aan de zuidwestkant van Nossen-stad.

## Bijzonderheden over enkele stadsdelen van Nossen

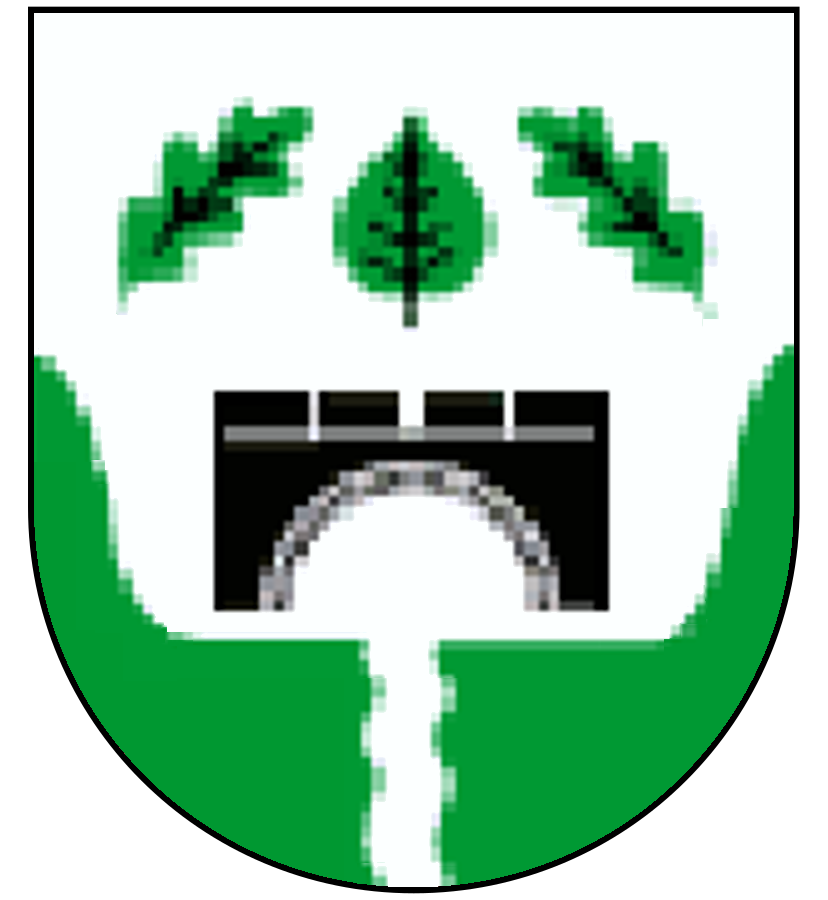
Voormalig wapen van Ketzerbachtal
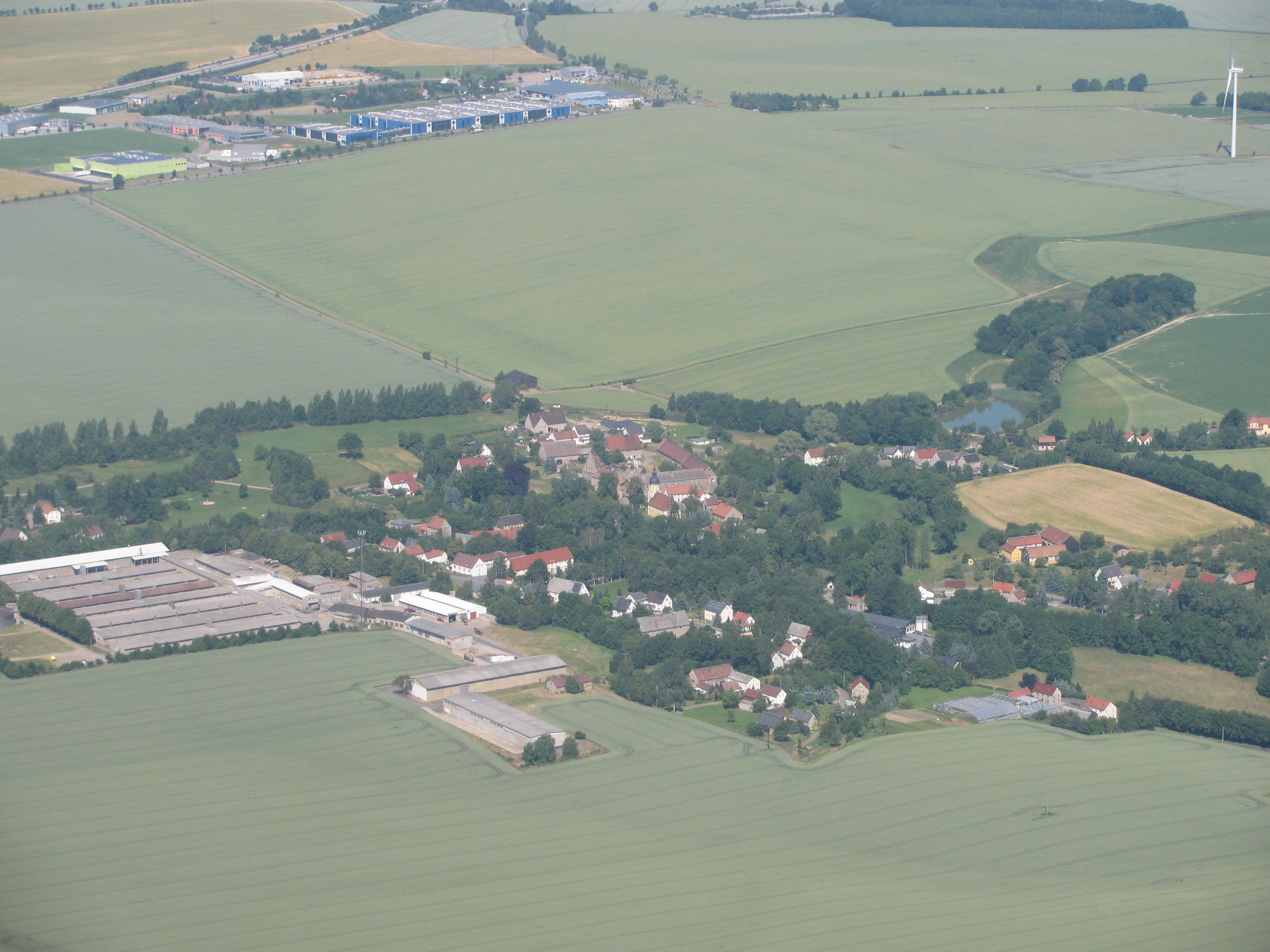
Luchtfoto Deutschenbora
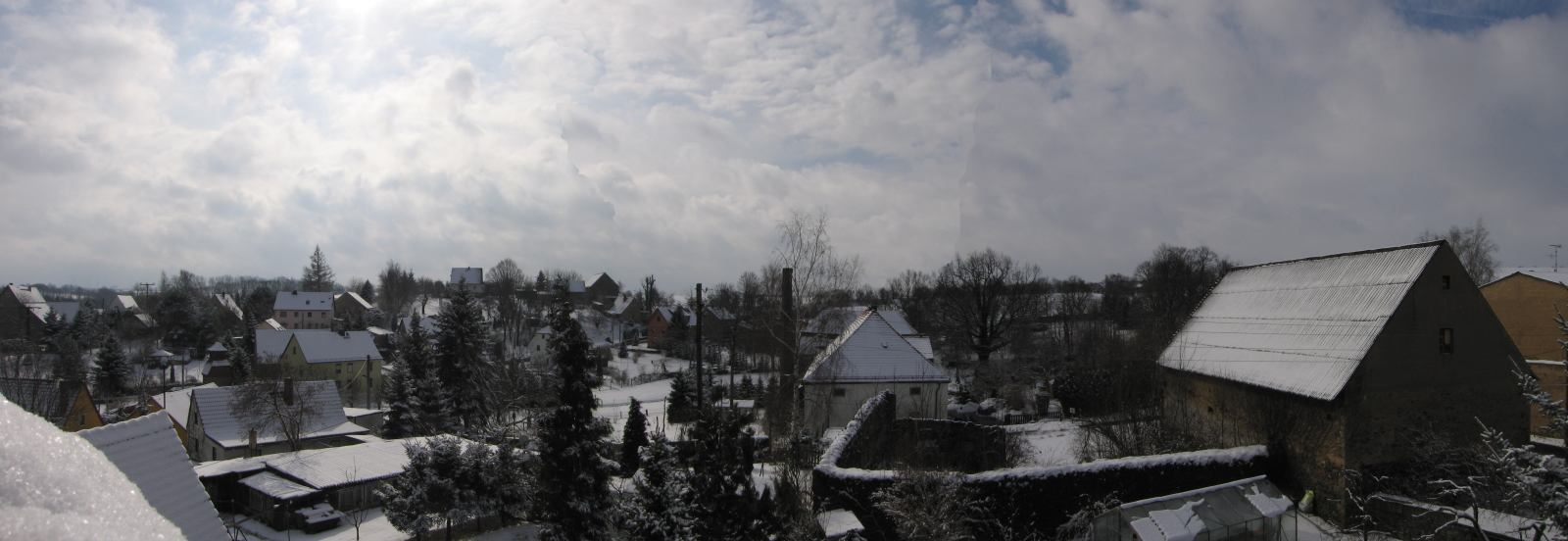
Graupzig
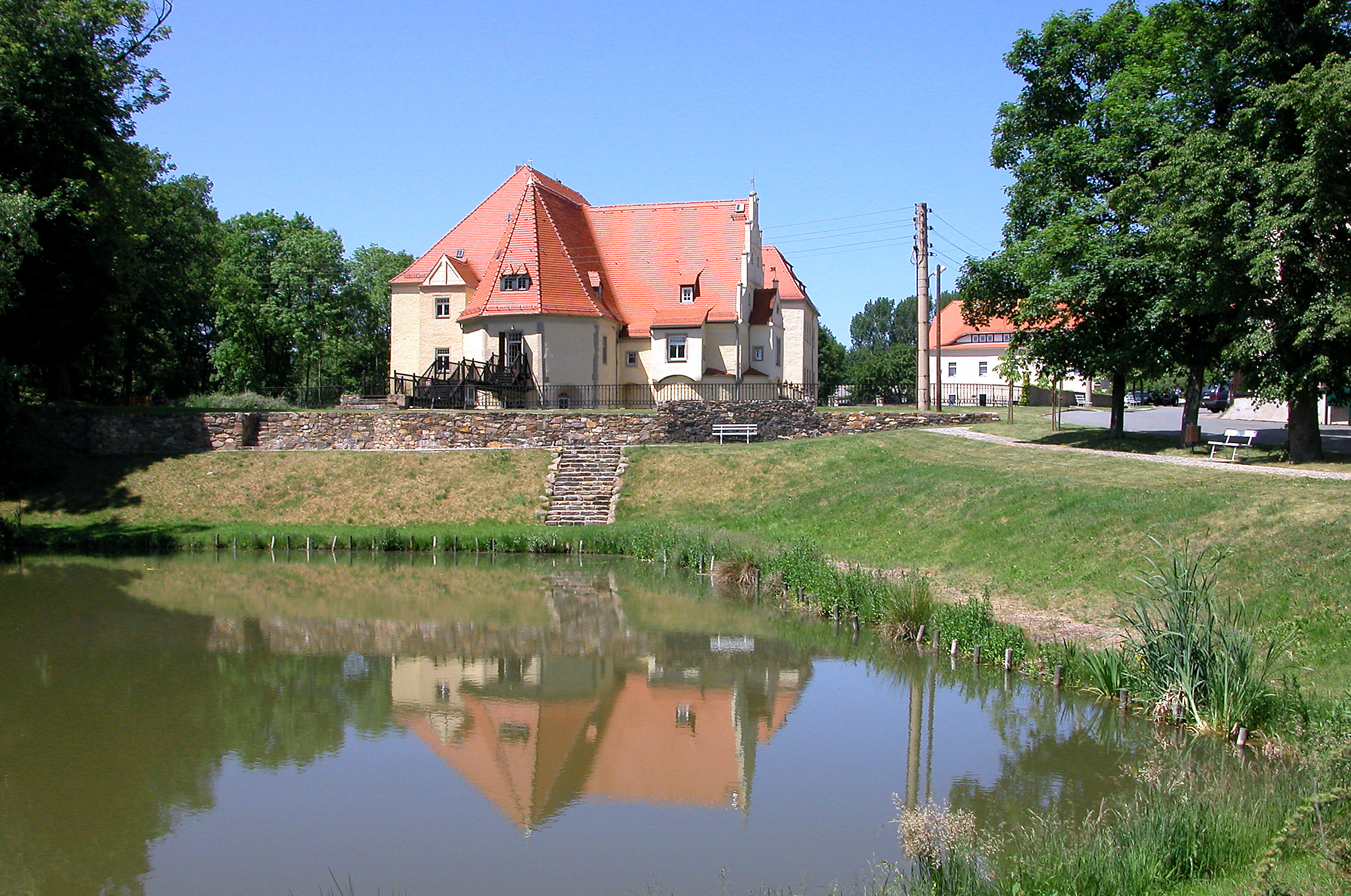
Vijver en kasteel te Schleinitz
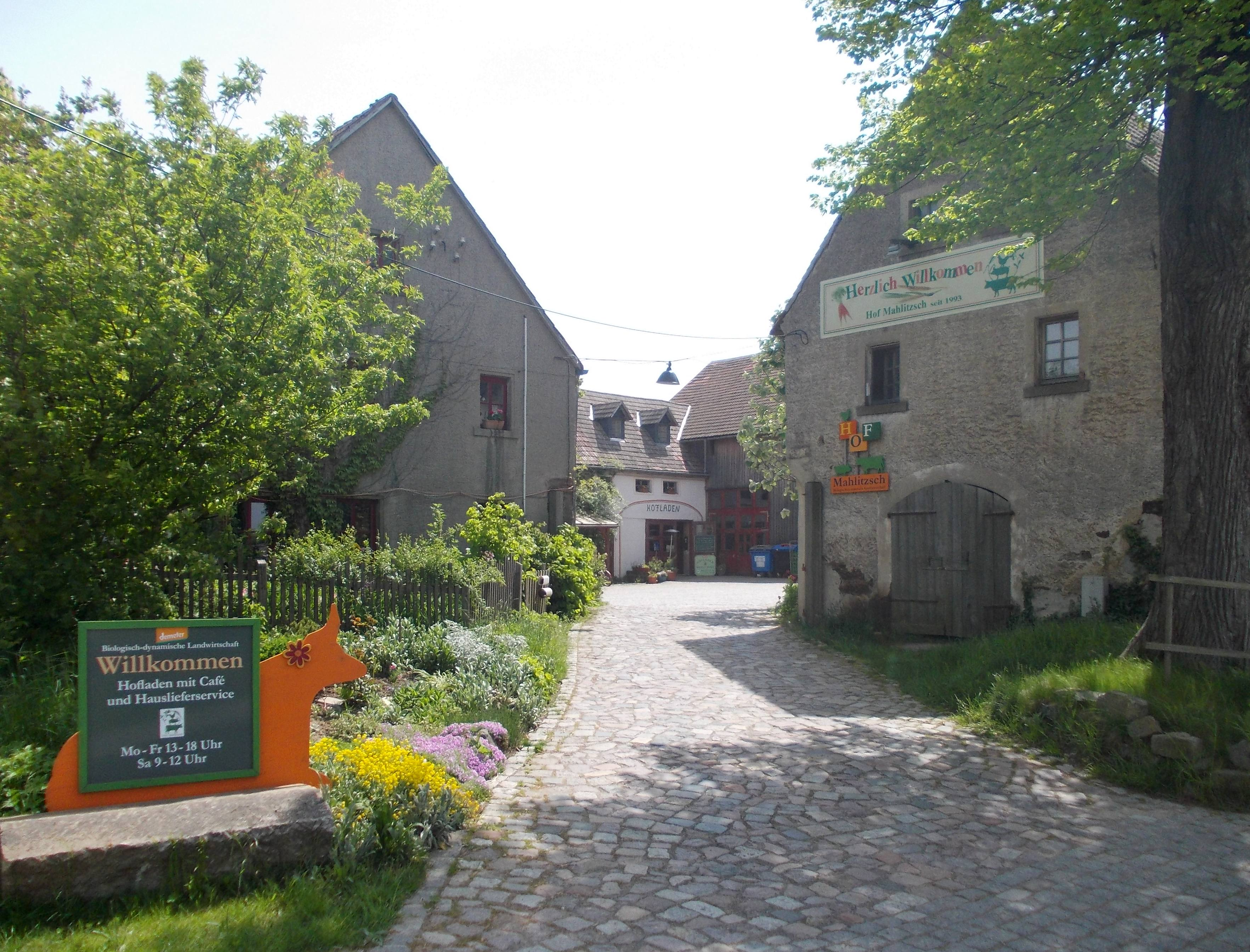
Schilderachtige boerderij te Mahlitzsch
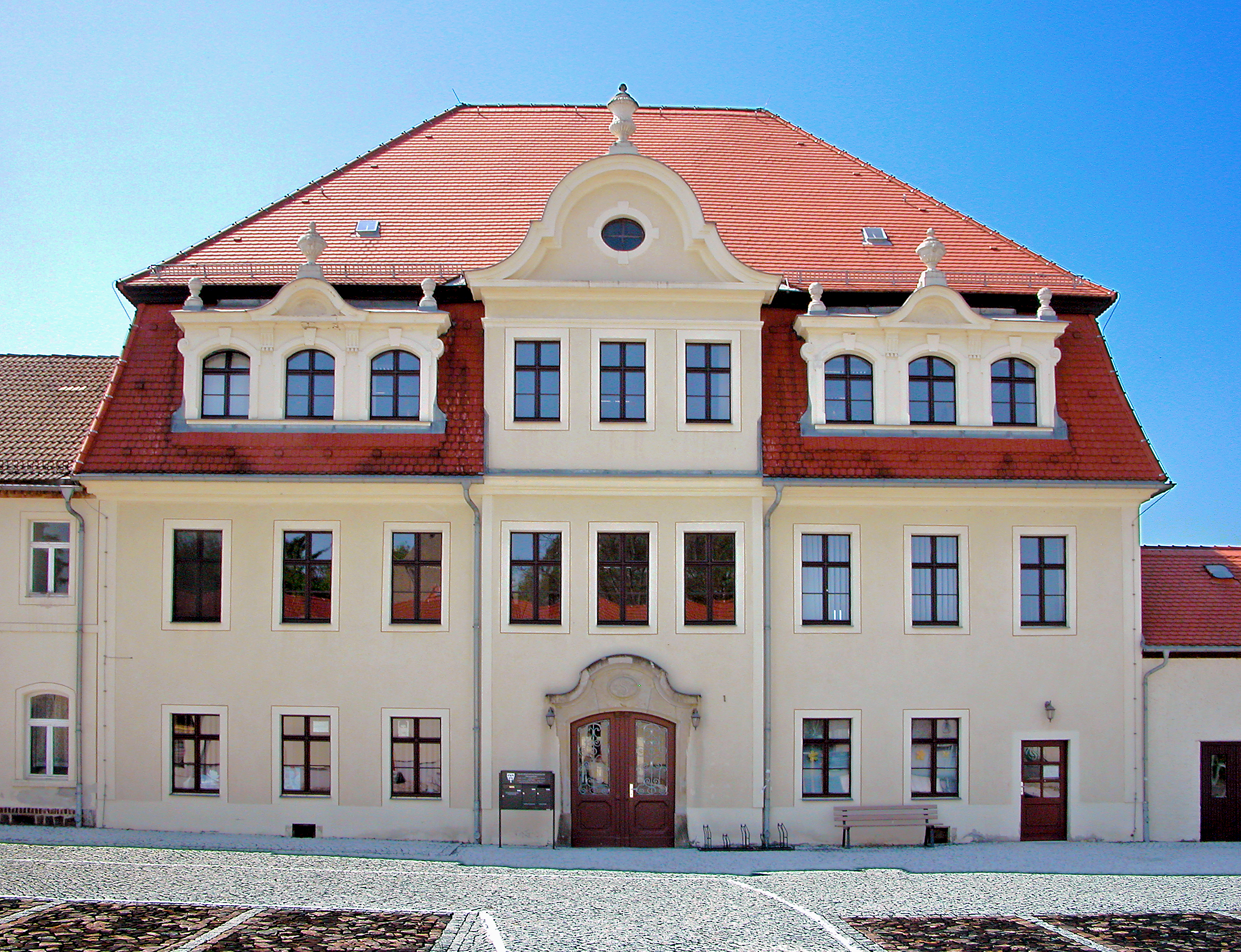
Landhuis (kantoorgebouw) te Raußlitz
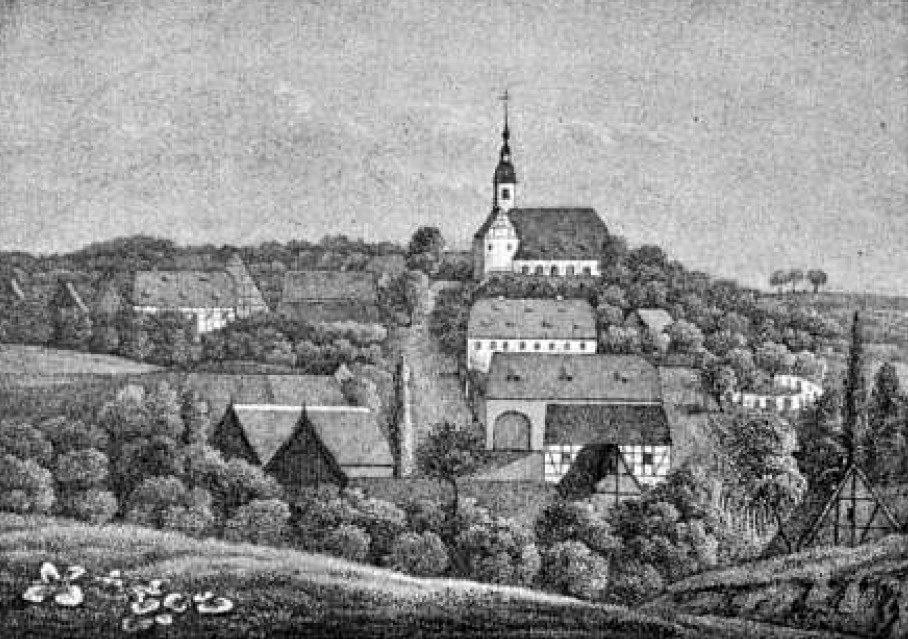
Rüsseina op een prent uit 1840

Tot en met 2014 lagen de 15 meest noordelijke van deze Ortsteile in de gemeente Leuben-Schleinitz, en 27 in de (in het zuiden daaraan grenzende) voormalige gemeente Ketzerbachtal. 
Bijna alle Ortsteile van Nossen buiten de stad zelf zijn kleine dorpen en gehuchten, vaak met een agrarisch karakter. Wanneer een historisch bevolkingscijfer vermeld wordt, betreft dit het jaar 2019.
- Augustusburg werd in 1705 genoemd naar keurvorst August de Sterke. Het ligt direct ten noorden van afrit 75 van de Autobahn A 4 en van Siebenlehn, een voormalig stadje in de buurgemeente Großschirma.
- De kerk te Deutschenbora werd nieuw gebouwd in 1739, de toren in 1698. Het dorp ligt dicht bij Autobahndreieck Nossen en had iets minder dan 500 inwoners. Daarmee is het één van de grootste tot de gemeente Nossen behorende dorpen.
- Graupzig had 132 inwoners. Het dorpje ligt één kilometer ten noorden van Ziegenhain.
- Heynitz en Wendischbora, met bijna 200, respectievelijk circa 370 inwoners, liggen 7, respectievelijk 4½ km ten noordoosten van Nossen, bij gelijknamige kasteeltjes.
- Leuben en het ten westen daarvan gelegen Schleinitz zijn een reeds aan het eind van de 11e eeuw in een document vermeld dubbeldorp. Markant is de Mariakerk te Leuben en het kasteel te Schleinitz. De dorpen hadden respectievelijk bijna 400 en 100 inwoners. Ze liggen circa 5 km ten zuiden van Lommatzsch en 15 km ten noorden van Nossen.
- Iets ten oosten van Wendischbora ligt het schilderachtige dorpje Mahlitzsch (120 inw.)
- Rüsseina (170 inw.) ligt 6 km ten NNW van Nossen, en is trots op zijn monumentale, barokke kerk, de grootste in de wijde omtrek. Sinds 1788 gingen ook de gelovigen van vele omliggende dorpjes hier ter kerke.

## Verkeer en vervoer

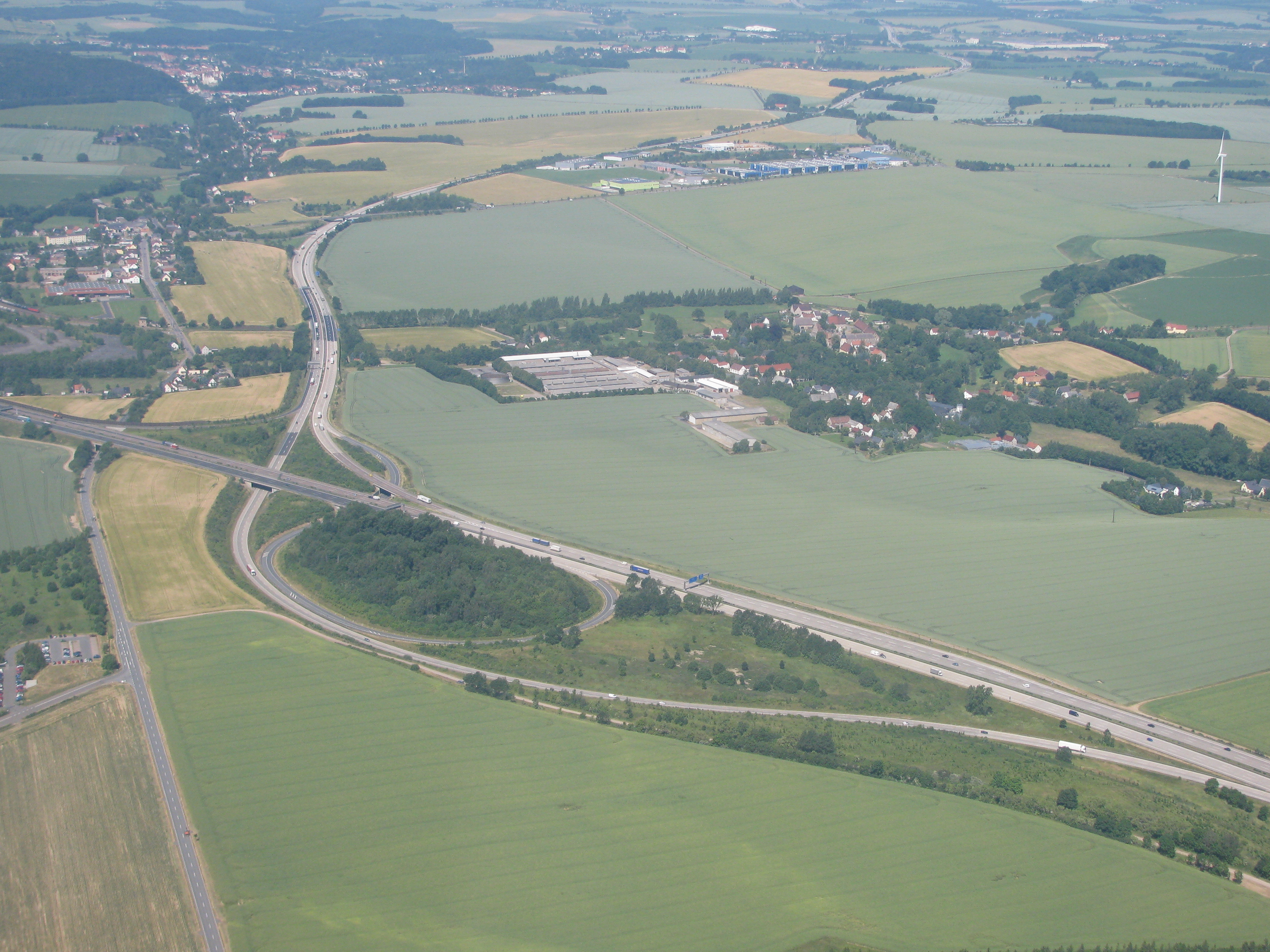
Autobahndreieck Nossen; links ligt Obereula, rechts Deutschenbora
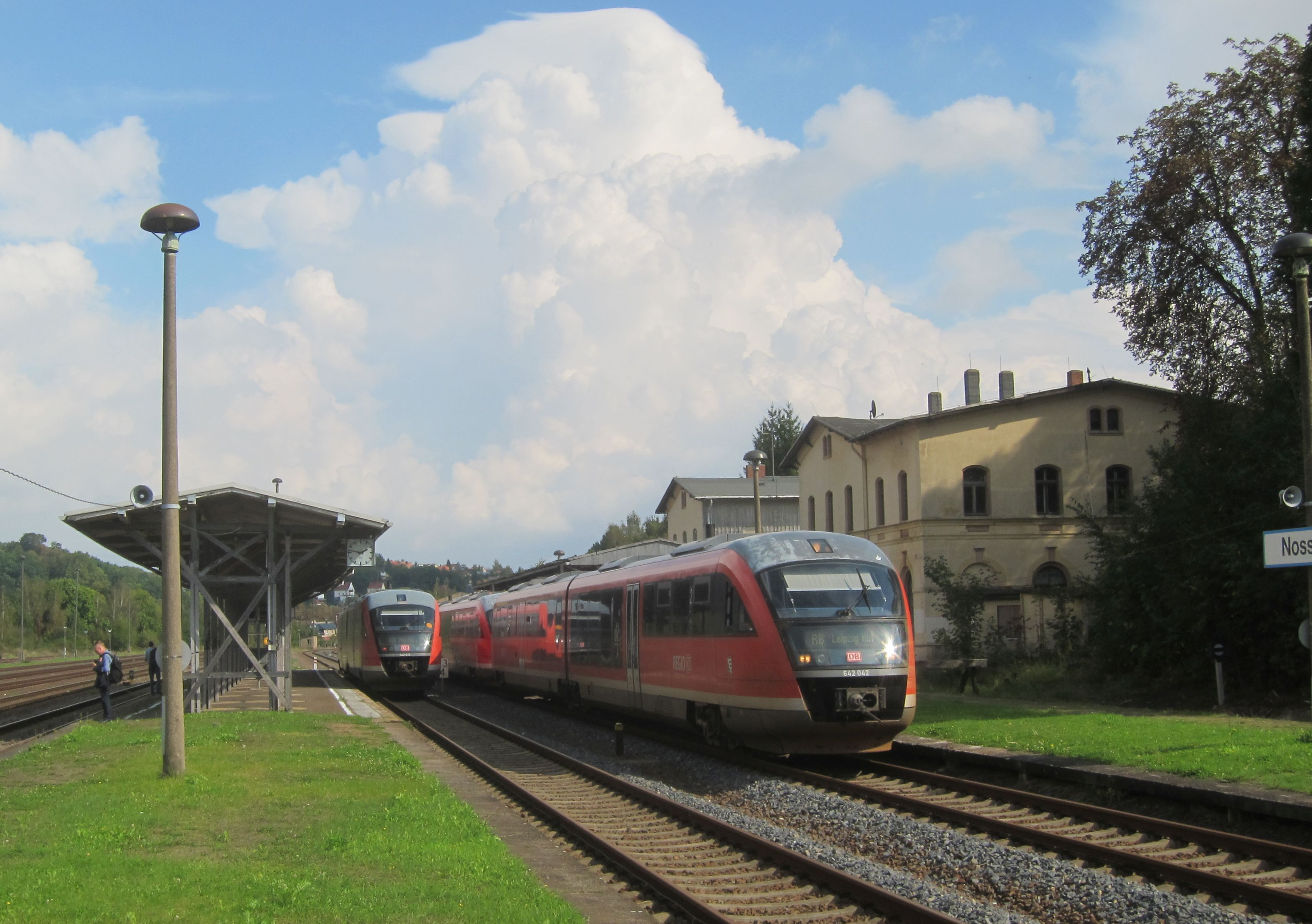
Station (foto van vóór december 2015)
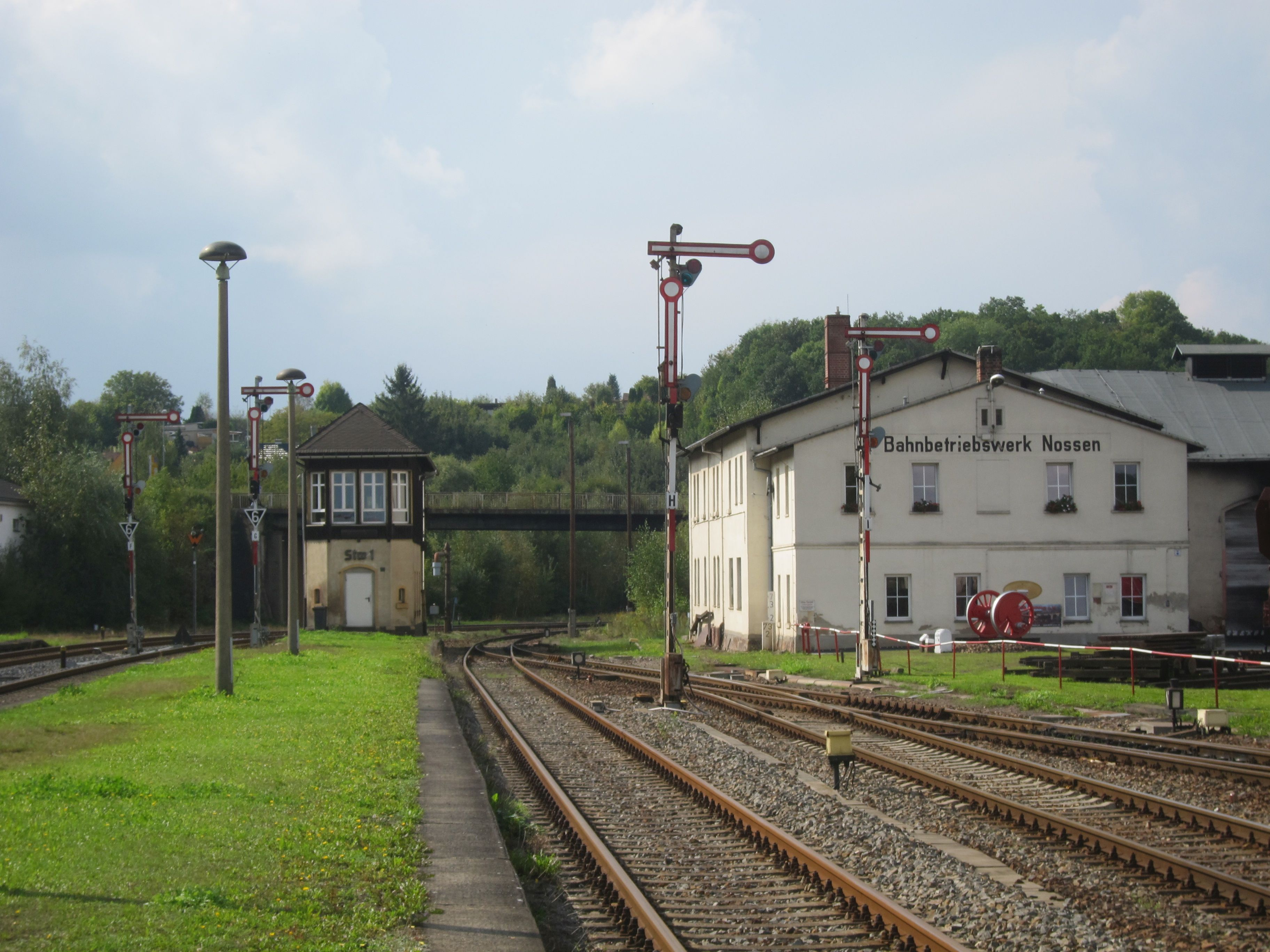
Bijgebouwen van het station
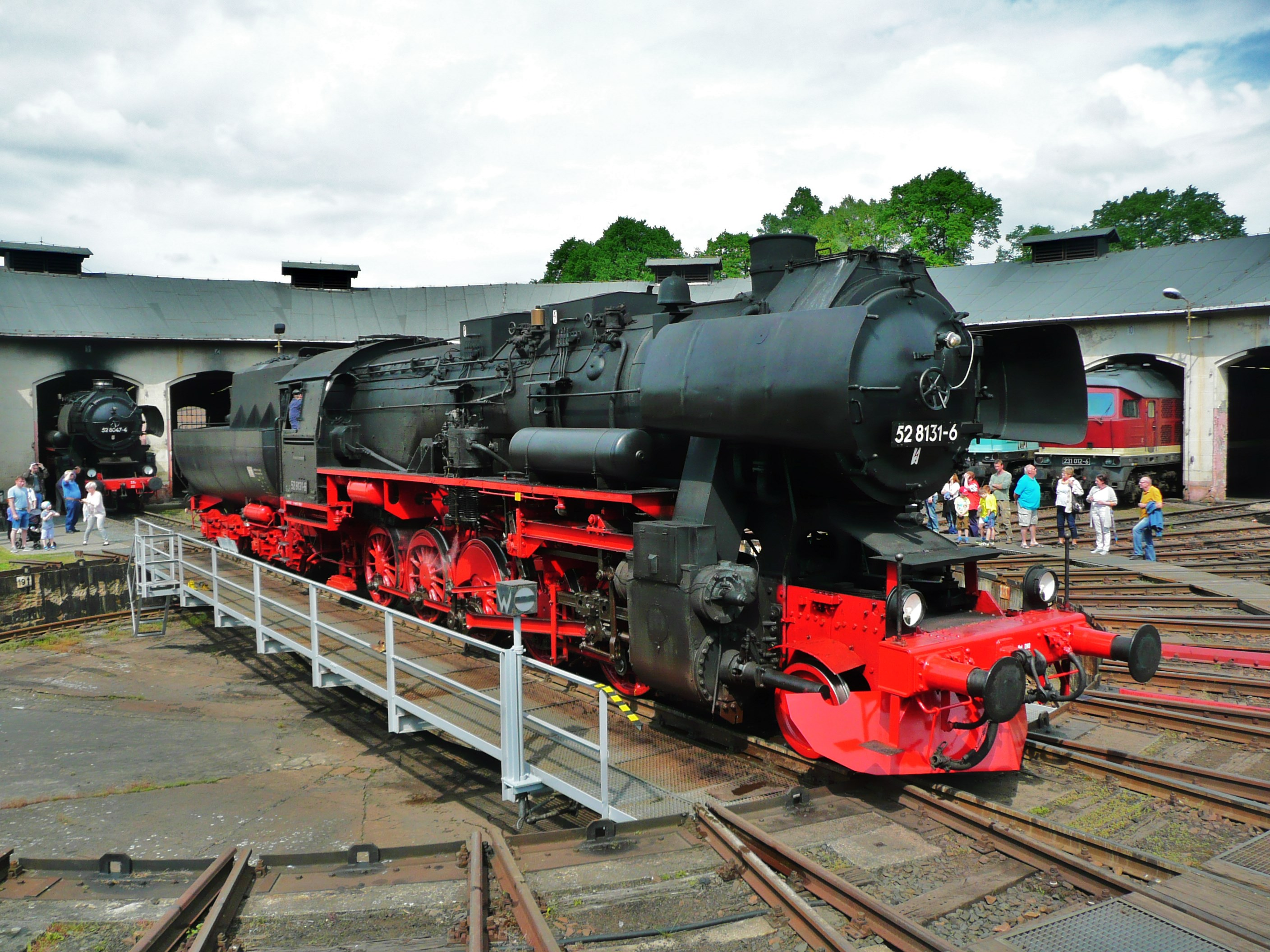
Stoomtrein in dit station, tijdens een open dag
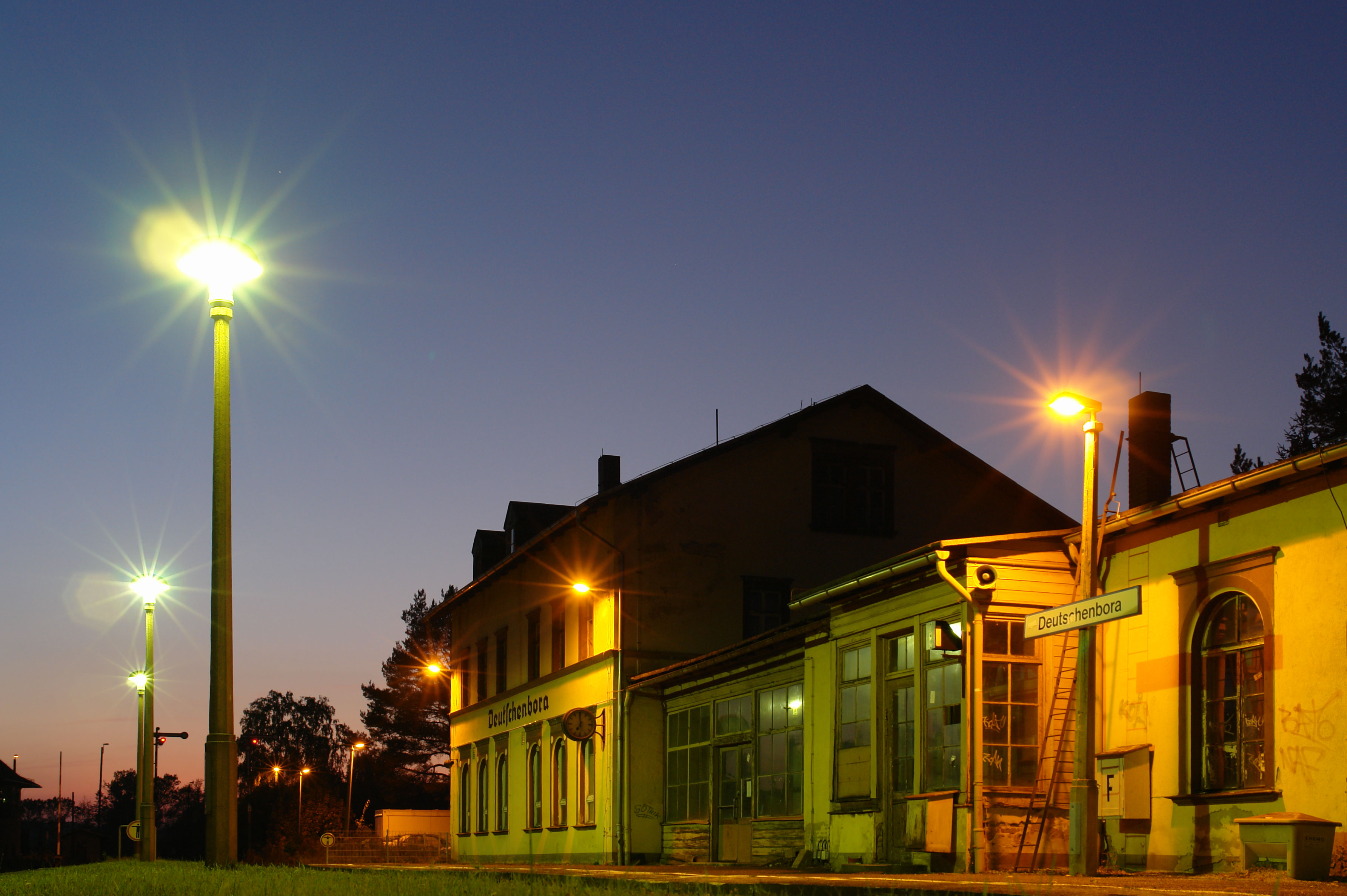
Spoorweghalte Deutschenbora aan de lijn naar Meißen, bijna 2 km ten zuidoosten van Station Nossen

Belangrijke verkeersaders in de gemeente zijn de Autobahn A 4, de Autobahn A 14 (afrit 36 en 37), de Bundesstraße 101 en de Bundesstraße 175. De A 4 en de A 14 komen bij stadsdeel  Deutschenbora samen op het Dreieck Nossen.
Nossen heeft wel, al sinds 1868, een spoorwegstation, maar dit ligt aan enige lijntjes, die sinds eind 2015 niet meer voor reizigersvervoer worden gebruikt. Wel is er uitvoerige discussie gaande, of de spoorverbinding met de steden Meißen en Döbeln voor reizigersvervoer zal worden hersteld. Problemen zijn de verouderde infrastructuur, het gevaar van overstromingen, omdat de lijn langs de rivier Freiberger Mulde loopt, en daarmee samenhangend de hoge kosten van het opknappen van deze  spoorlijn. Vooralsnog rijdt er een streekbus Döbeln-Nossen-Meißen v.v..; ander openbaar vervoer per bus in deze regio is beperkt tot incidenteel rijdende school- en belbussen.

## Economie
Kleine en middelgrote industriële, ambachtelijke en logistieke ondernemingen zijn vooral gevestigd op de vier bedrijventerreinen van de gemeente, te weten een terrein rondom het station van Nossen, en de drie officiële Gewerbegebiete (bedrijventerreinen) Augustusberg, Heynitz-Lehden en Starbach-Süd. Opvallend is een kleine fabriek van Sämischleder of Chamoisleder, in het Nederlands als zeemleer bekend.
Bij Neubodenbach, daar waar de B175 op afrit 36 aansluit op de Autobahn A 14, bevindt zich een grote olieterminal Tanklager Neubodenbach, die over een eigen spoorlijntje voor goederentreinen beschikt. Ernaast staat een zeer grote, op een fabriek lijkende, boerderij. Beide bedrijven liggen circa 3 km ten noordwesten van Nossen.
Ten noorden van Leuben-Schleinitz strekt zich een agrarisch gebied met vruchtbare lössgrond uit, de Lommatzscher Pflege. Hier vindt, evenals tussen de dorpjes ten noorden van Nossen zelf, intensieve akkerbouw plaats.
Het toerisme is nog beperkt, maar neemt in betekenis toe.

## Geschiedenis
In 1185 wordt in een document een ridder Petrus de Nozin (Pieter van Nossen) genoemd, een vazal van de bisschop van Meißen.
In 1168 werd ten zuidwesten van het huidige stadje het Klooster Altenzella gesticht, dat grote delen van de omliggende wouden liet ontginnen  ten behoeve van de landbouw. Ten zuidwesten van het cisterciënzerklooster is een 2.336 groot restant van dit bos, het Zellwald, bewaard gebleven. Wel is een groot deel hiervan met dennen en eiken beplant productiebos geworden. Het klooster werd omstreeks 1556, bij de Reformatie, gesloten en gedeeltelijk gesloopt. In de heuvels rondom het klooster werd vanaf de middeleeuwen tot 1899 kleinschalige mijnbouw bedreven; welk metaal uit dit Erz (erts) werd gewonnen, is niet meer bekend.
Sedert de Reformatie zijn verreweg de meeste christenen in de huidige gemeente Nossen evangelisch-luthers. Dat geldt ook voor de in dit artikel beschreven kerkgebouwen, tenzij anders vermeld. In deze tijd, in 1559, ging het wereldlijke prinsbisdom Meißen op in het Keurvorstendom Saksen. In dat jaar werd dit geregeerd door August van Saksen. Deze liet in 1557 het kasteel van Nossen met een nieuwe westelijke vleugel uitbreiden; August gebruikte Kasteel Nossen als jachtslot. In 1540 en 1577 werd Nossen door grote stadsbranden geteisterd; daarbij ging het middeleeuwse stadsarchief verloren. In de Dertigjarige Oorlog (1618-1648) werd Nossen, zoals zoveel plaatsen in Duitsland, zwaar getroffen door oorlogsgeweld en pestepidemieën.
Nossen verwierf stadsrechten in 1664. Vanaf 1701 werd het een belangrijk poststation, begin- en eindpunt van postkoetsroutes. In 1717 werd een vaste brug over de Freiberger Mulde in gebruik genomen, die tot 6 mei 1945 bestond. De Zevenjarige Oorlog (1756-1763) bezorgde Nossen weer veel schade en ellende, evenals tussen 1806 en 1813 de Napoleontische oorlogen. In de 19e eeuw verkreeg de stad aansluiting op het spoorwegnet (1868) en vestigde er zich enige industrie (vanaf 1871, o.a. een fabriek van weegschalen, die tot 1962 heeft bestaan).
In de nazi-periode, met name in 1944 en 1945, stond er dicht bij het oude Kloster Zella een Außenlager Nossen/Roßwein van het concentratiekamp Flossenbürg. Tot maximaal 650 gevangenen uit dit kamp moesten er, vaak onder onmenselijke omstandigheden, dwangarbeid verrichten in industriële bedrijven te Nossen. Op 14 april 1945 werden de gevangenen hiervandaan op een dodenmars richting het kamp Theresienstadt gedreven. Minstens 67 van deze gevangenen overleefden dit niet. Na de verovering van de stad door het Rode Leger kwam Nossen van 1949 tot 1990 in de DDR te liggen.

In de 20e eeuw en in 2002 ondervond Nossen overlast en schade door overstromingen van de rivier Freiberger Mulde. Zie ook: Hoogwater in Centraal-Europa 2002.

## Bezienswaardigheden
- Kasteel Nossen herbergt enige kleine musea, en is ook verder, in het kader van rondleidingen, te bezichtigen. Het vermoedelijk van oorsprong 12e-eeuwse slot werd in 1554 op last van August van Saksen ingrijpend verbouwd.
- De bewaard gebleven gebouwen en ruïnes van het in de 16e eeuw als gevolg van de Reformatie opgeheven Klooster Altzella[5] vormen, samen met het kloosterpark, een tweede belangrijke bezienswaardigheid te Nossen. Het gebouw Konversenhaus, het onderkomen voor lekenbroeders, is als enige overeind blijven staan en dient als kapel en als museum.
- Een bijzonder onderdeel van het plaatselijke Heimatmuseum aan de Freiberger Straße is de verzameling klassieke celluloid poppen.  De Nossener Puppenfabrik Buschow & Beck produceerde er van 1896 tot omstreeks 1970 de Minerva-Poppen.
- Schloss Schleinitz, dat als hotel in gebruik is,   huisvest een klein, in de zomer geopend museum over oude ambachten.
- De evangelisch-lutherse stadskerk werd in 1565 en 1722, beide keren na grote brandschades,  vrijwel geheel herbouwd. Uit het voormalige Klooster Zella werden in 1565 twee portalen in de kerk ingebouwd. Het interieur, gedeeltelijk in rococostijl, is 18e-eeuws.
- De op een heuveltje staande Mariakerk te Leuben dateert van 1480, maar werd in 1740 en 1890 zeer ingrijpend verbouwd.
- Monumentaal en relatief groot (1200 zitplaatsen) is de in 1786 voltooide barokke dorpskerk te Rüsseina.
- Plaatselijke liefhebbers van historisch spoorwegmaterieel onderhouden bij Station Nossen enige stoomlocomotieven, waarmee incidenteel in de zomer ook korte toeristische ritjes gemaakt worden.
- Een garagebedrijf te Nossen onderhoudt een klein, particulier automuseum. Er zijn oldtimers te zien uit de bouwjaren vanaf 1917.
- Nossen ligt aan een langeafstands-fietsroute, de Mulderadweg (lengte: 366 km; langs de rivier de Mulde).

## Afbeeldingen

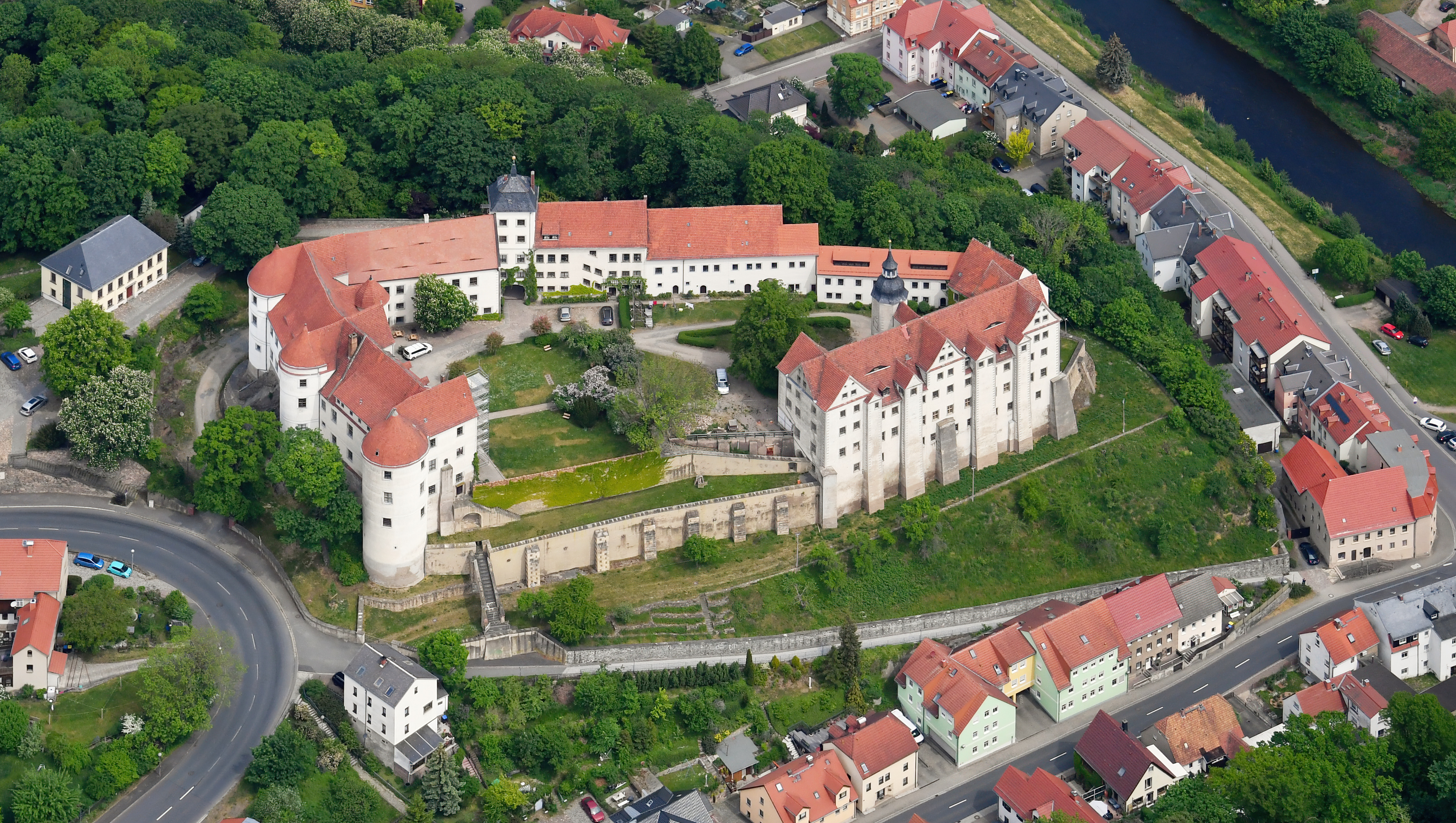
Luchtfoto  kasteel  Nossen
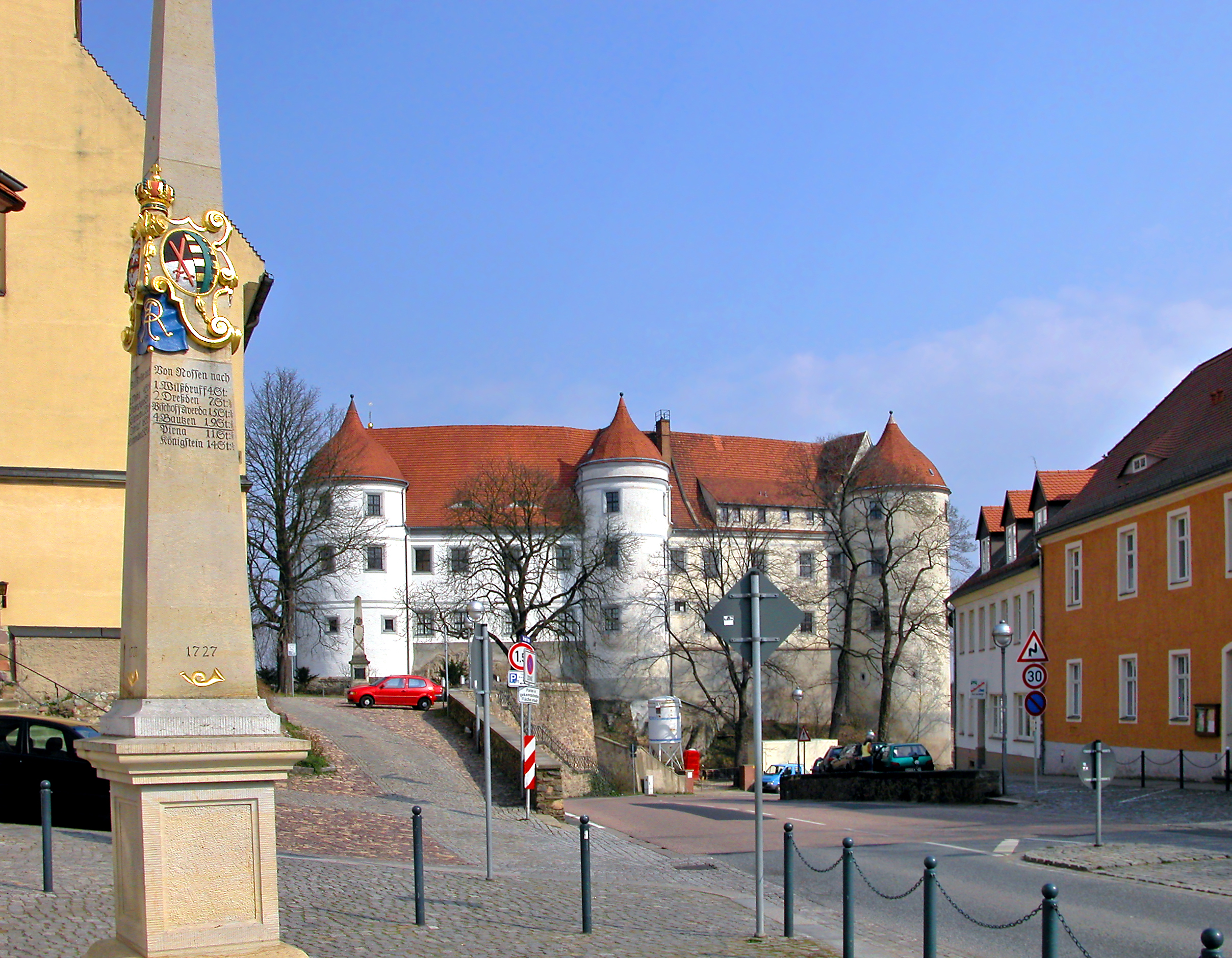
Postmijlpaal, op de achtergrond Kasteel Nossen
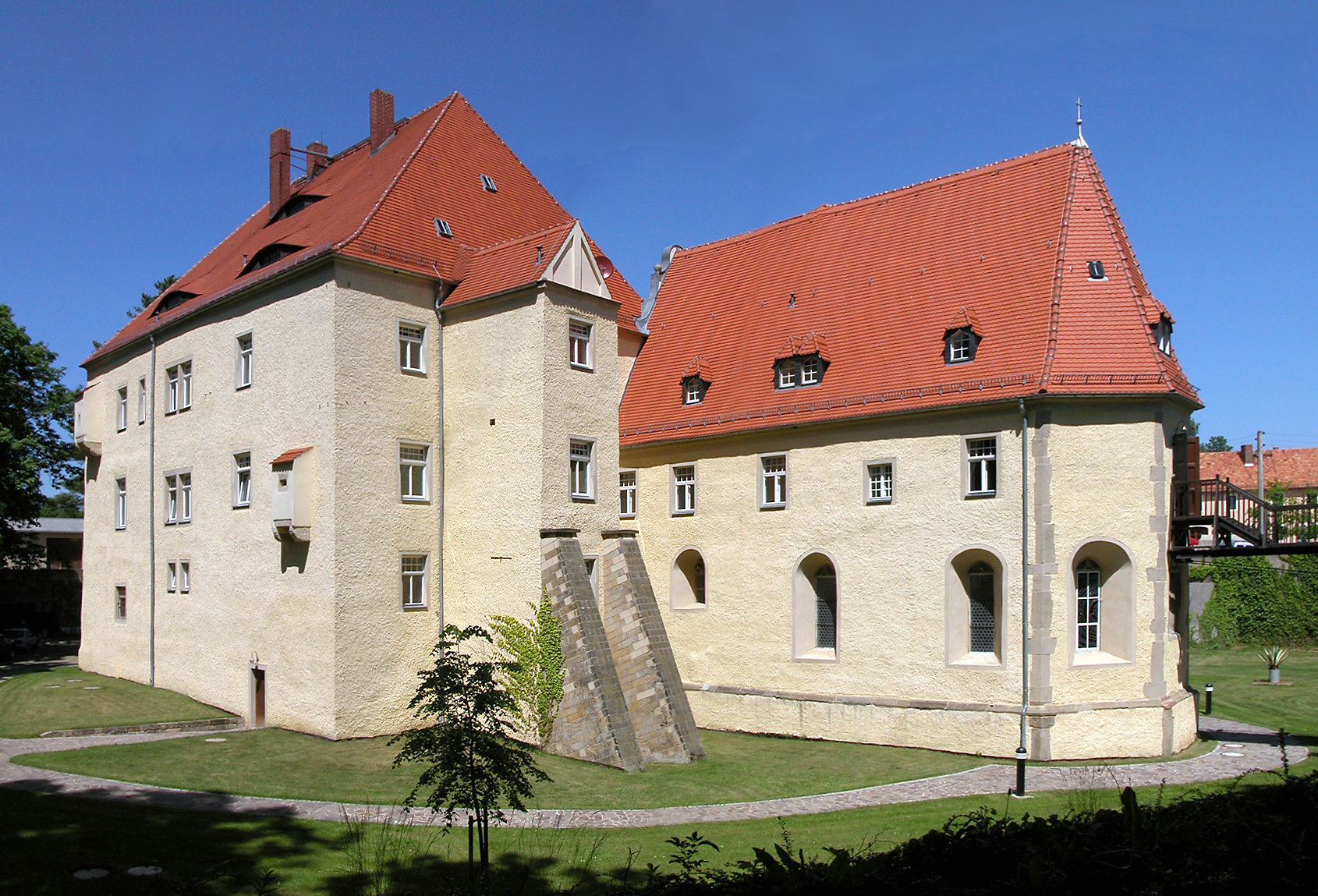
Kasteel Schleinitz
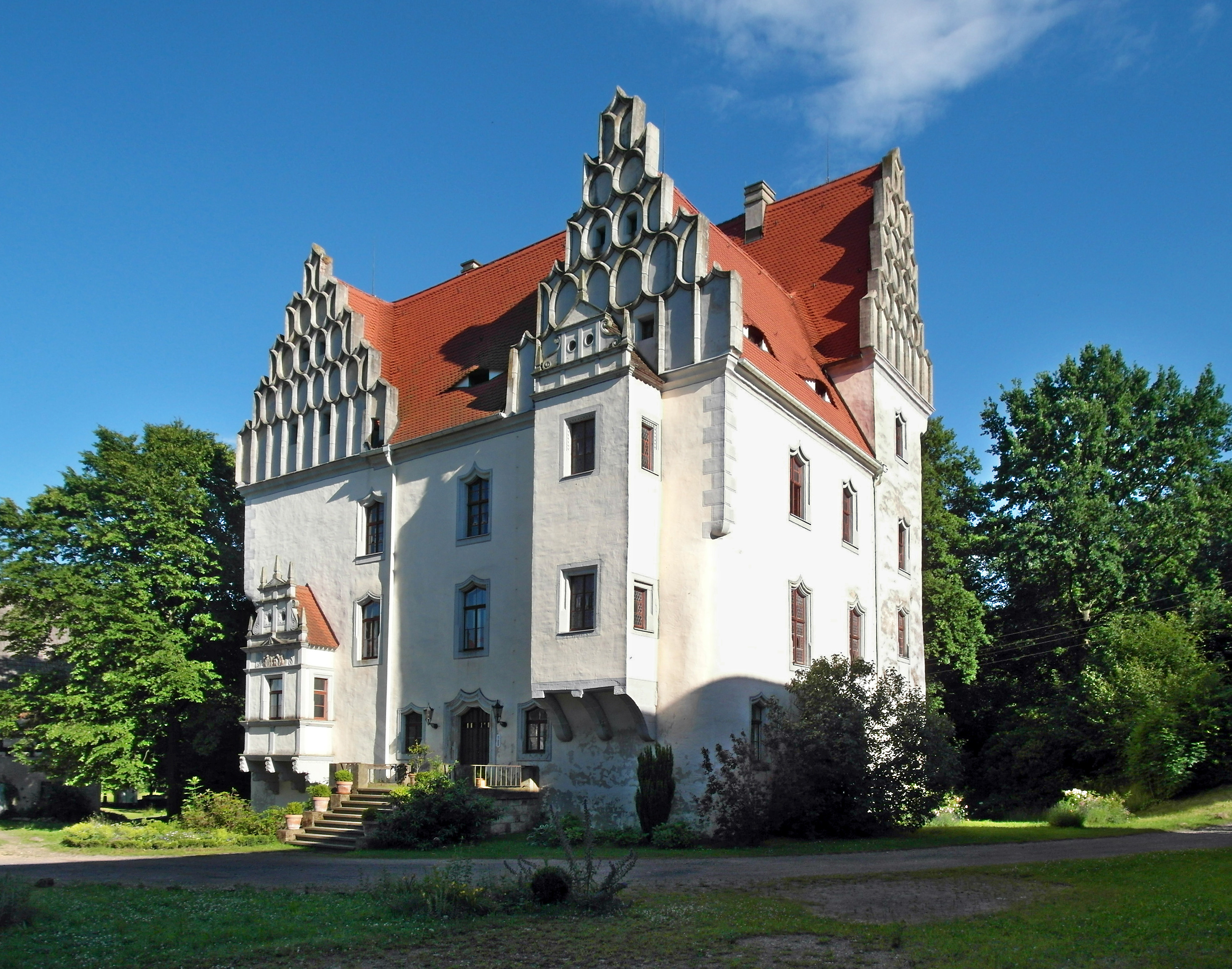
Kasteel Heynitz
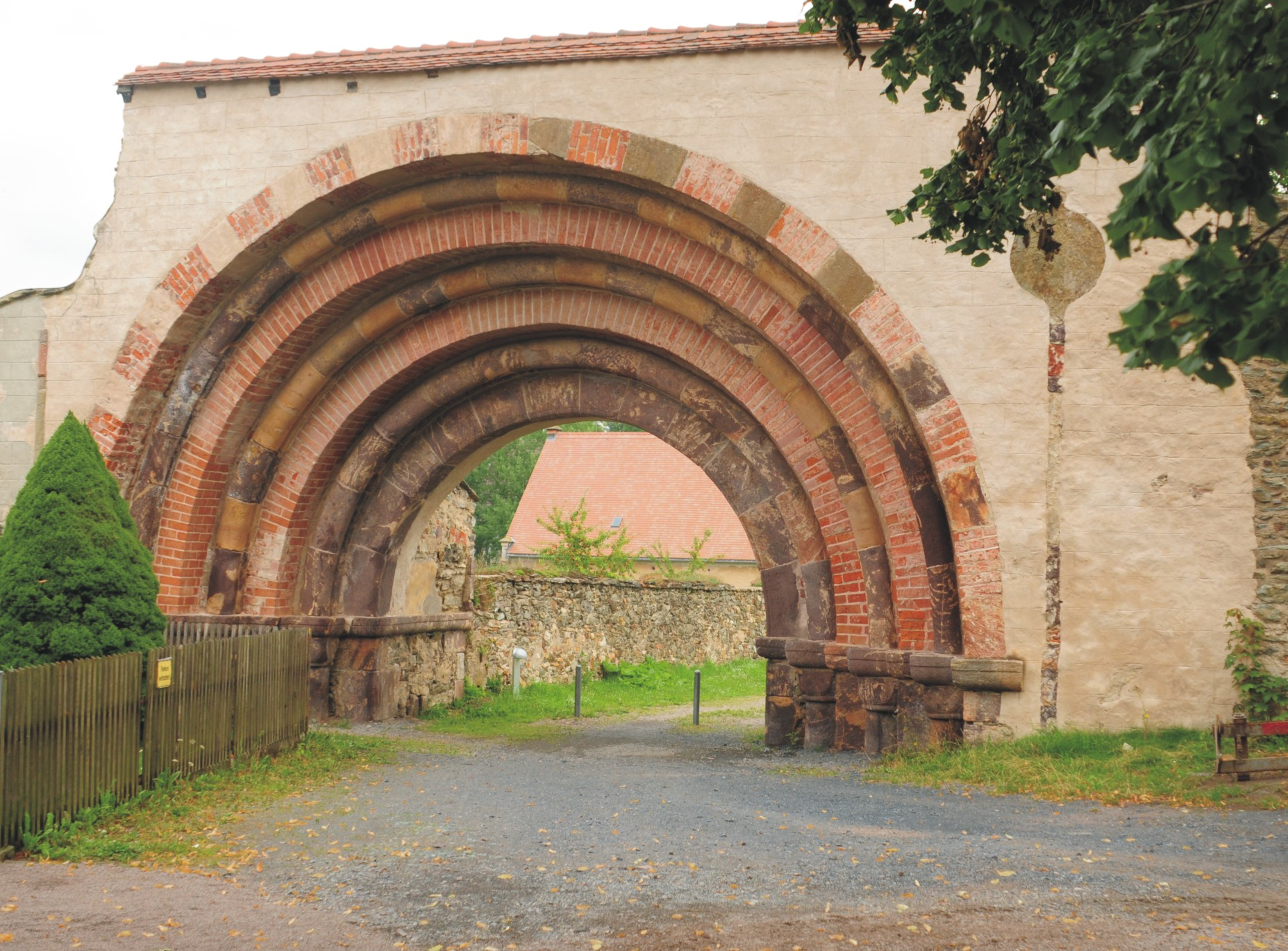
Voormalig ingangsportaal Klooster Altzella
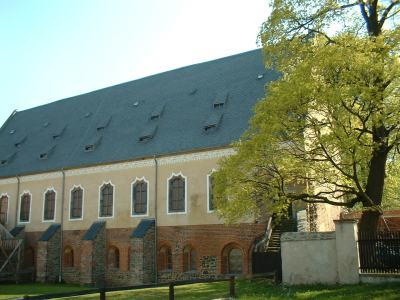
Het Konversenhaus van dit klooster
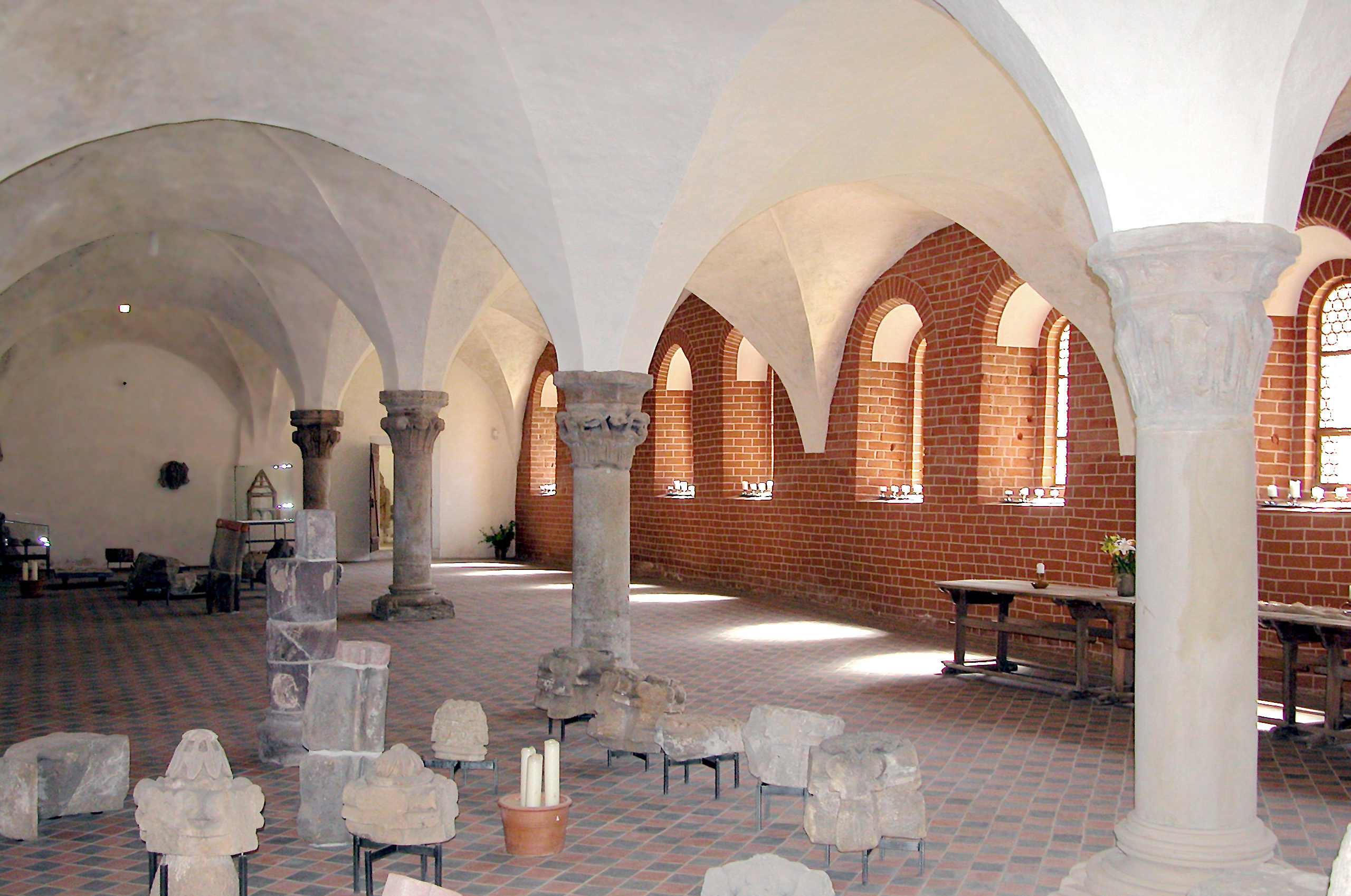
Interieur van dit gebouw met lapidarium
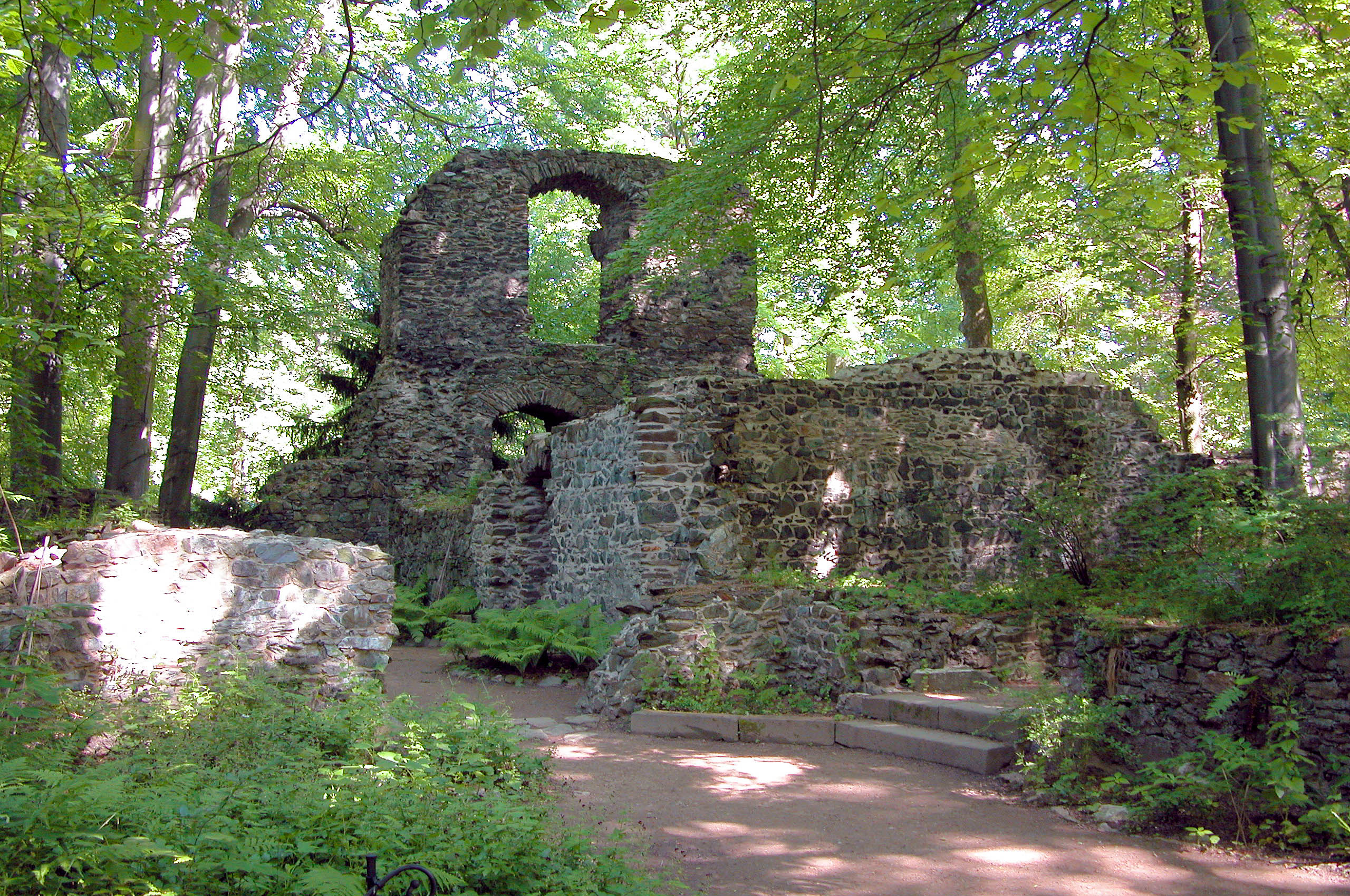
Gedeelte van de kloosterruïne
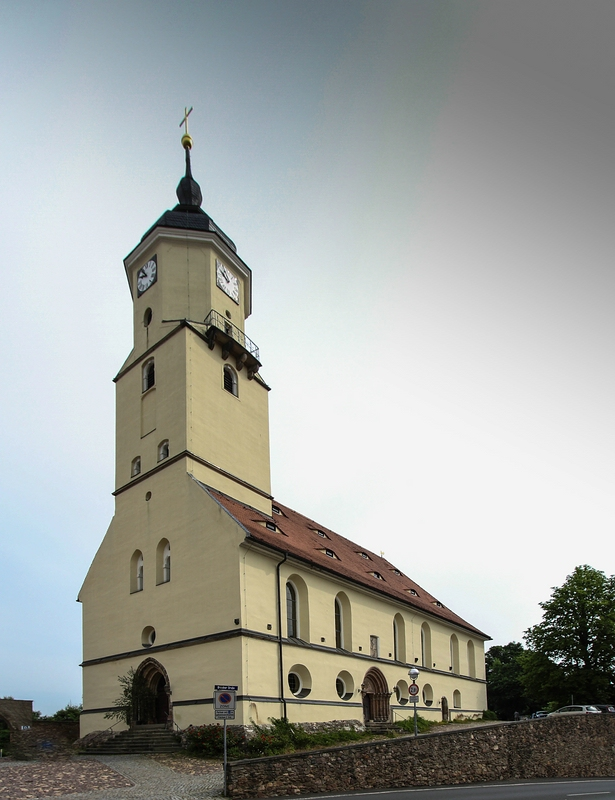
Stadskerk
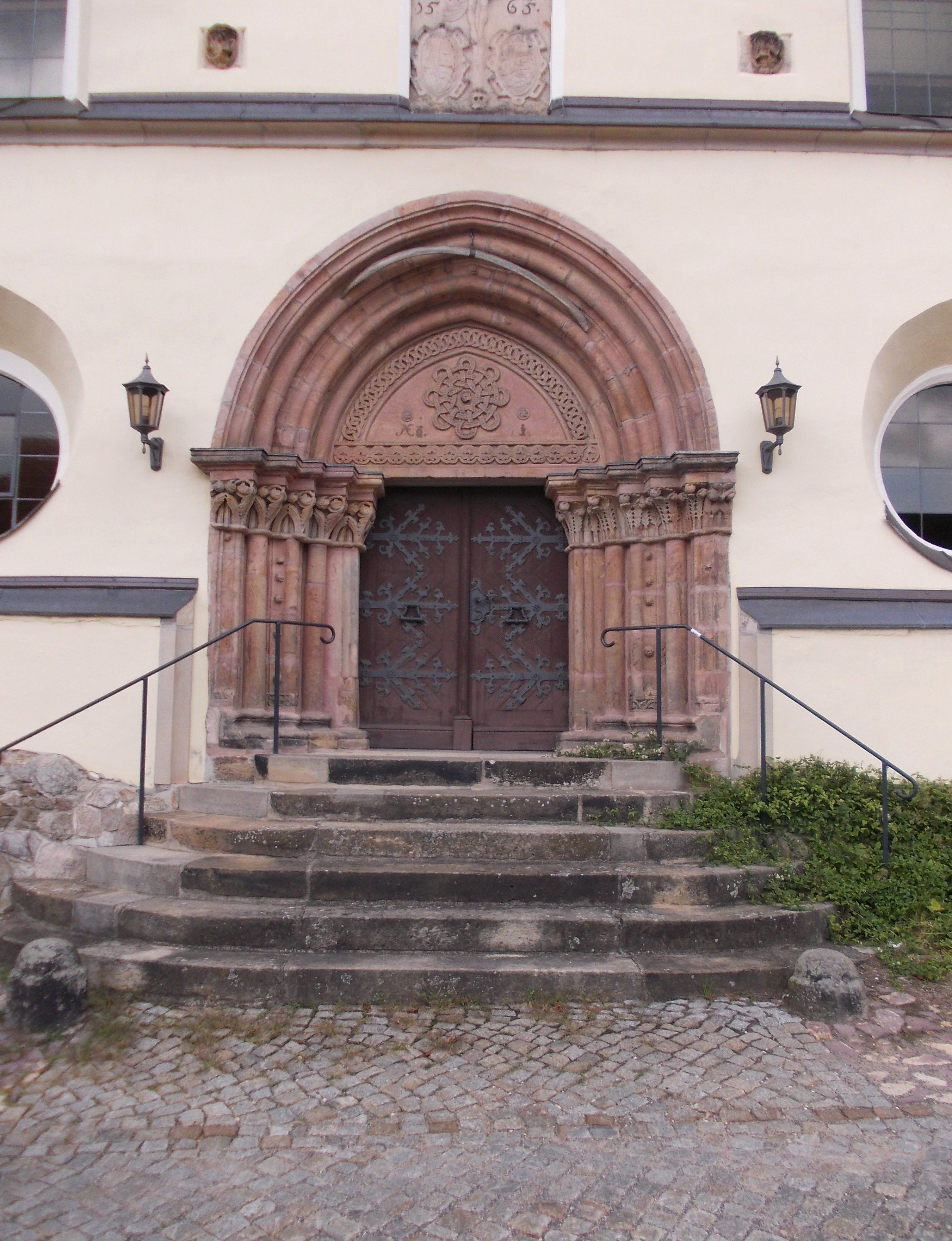
Zuidelijk portaal van dit kerkgebouw
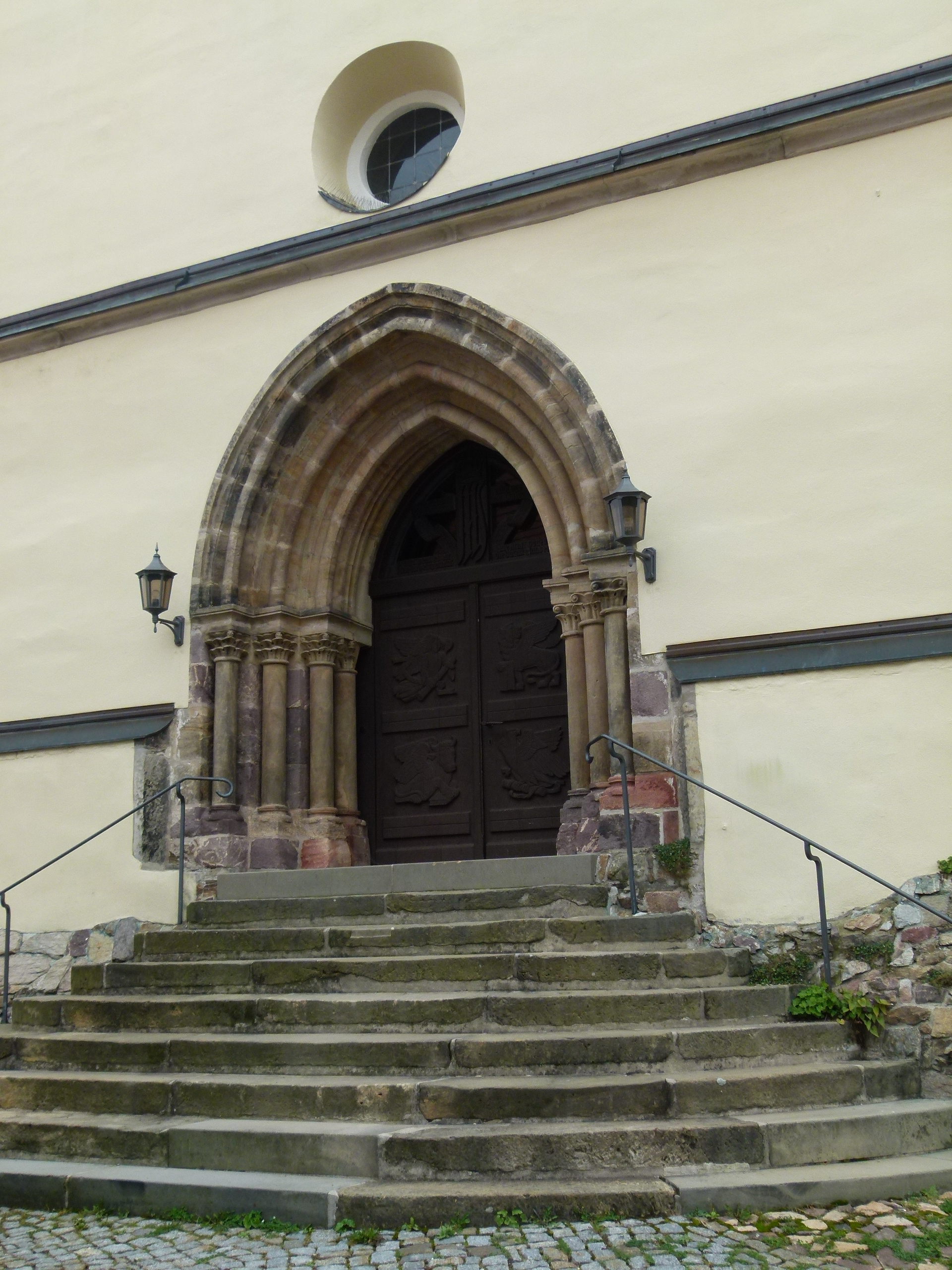
Westelijk portaal van dit kerkgebouw
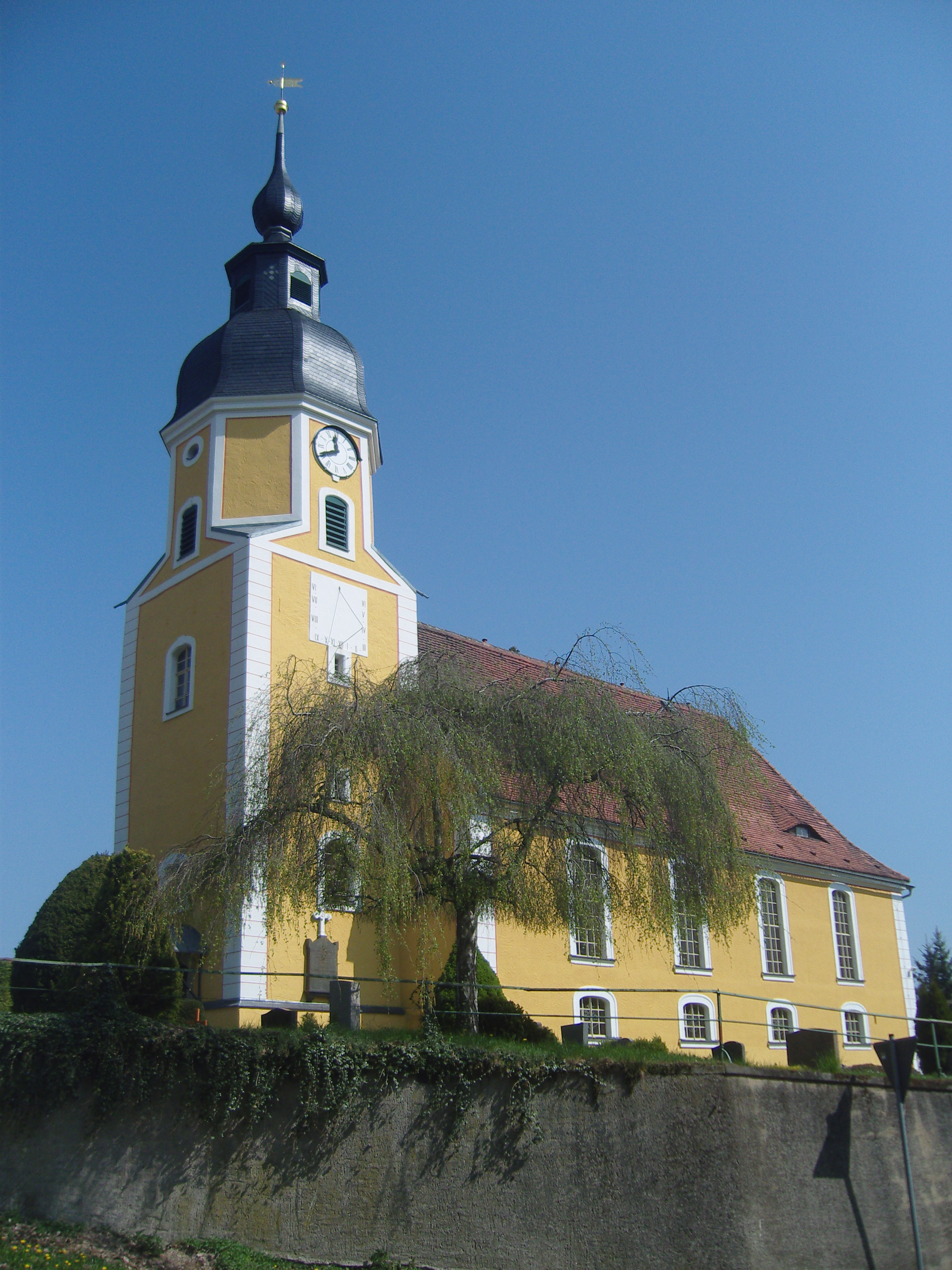
Kerk te Deutschenbora
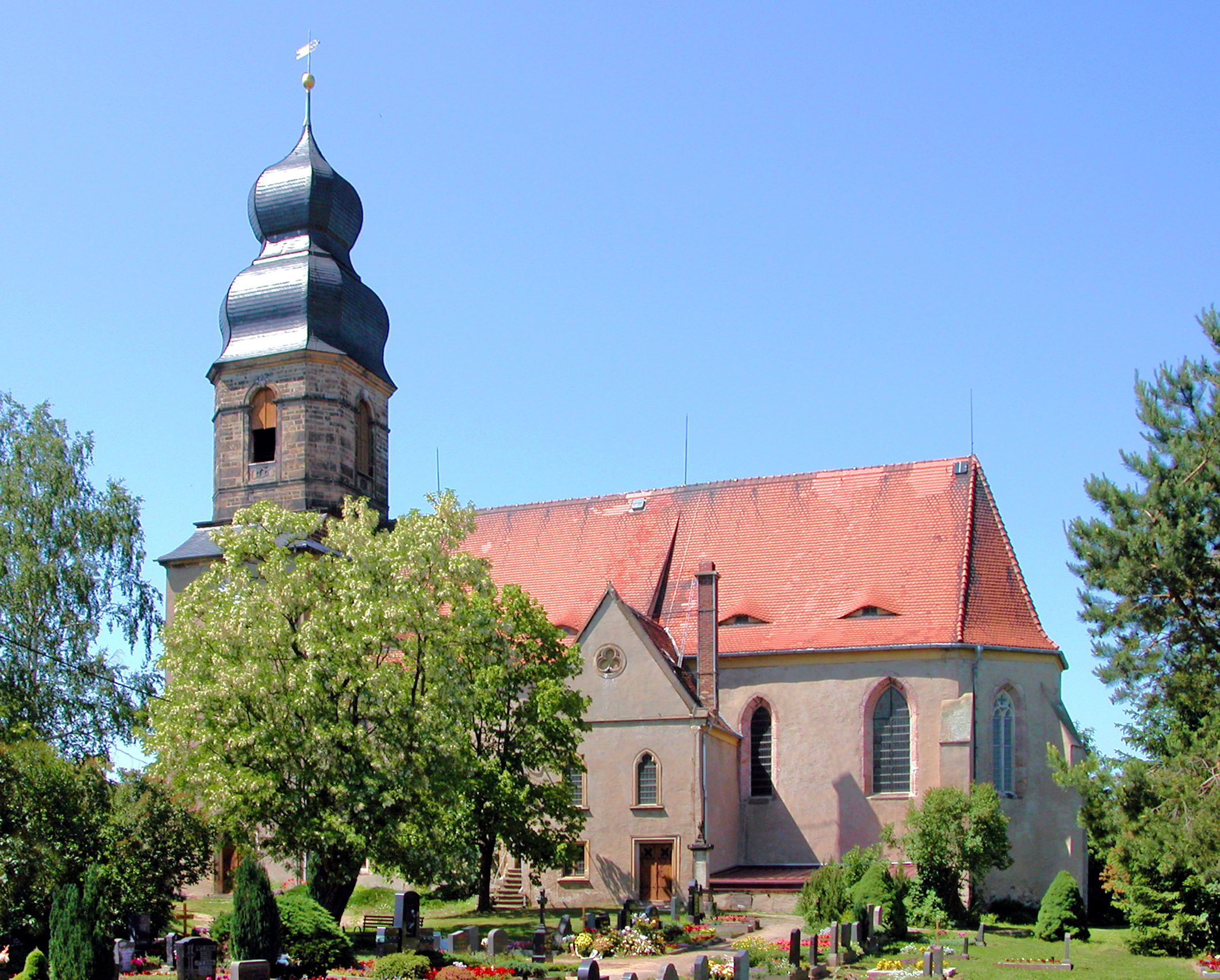
Mariakerk te Leuben
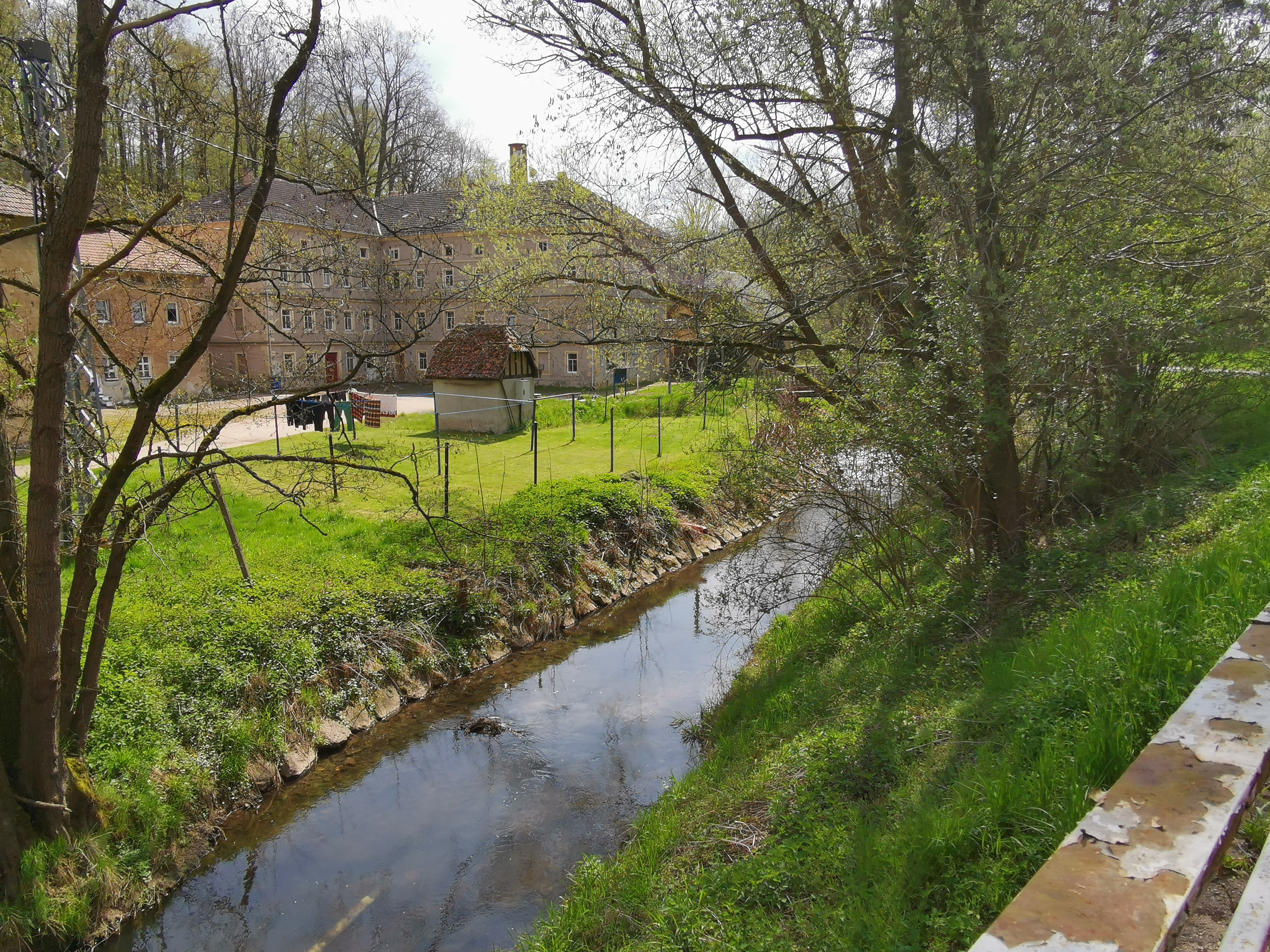
De Ketzerbach bij de Neumühle van Leuben
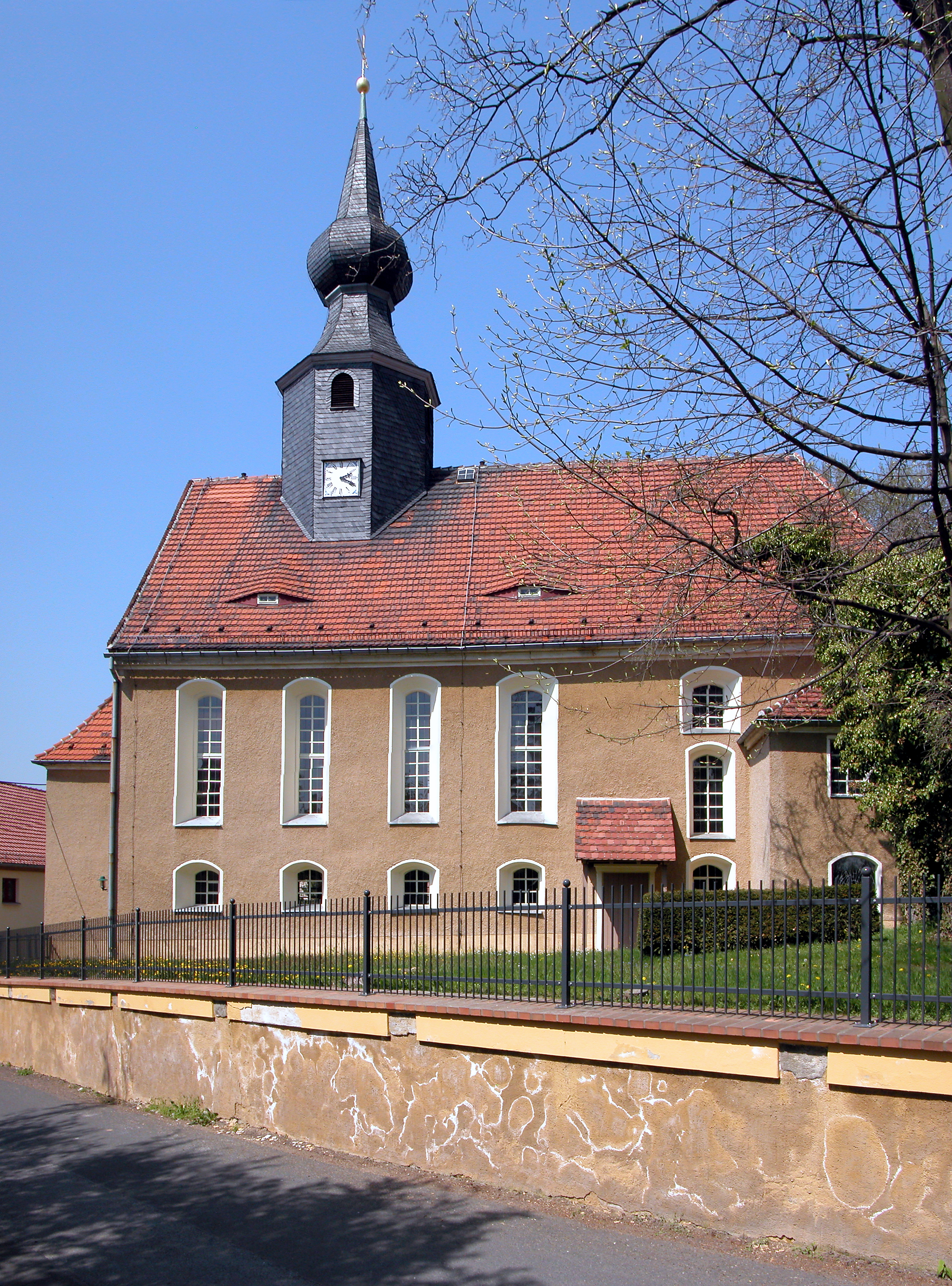
Kerk te Raußlitz (herbouwperiode 1714-1768)
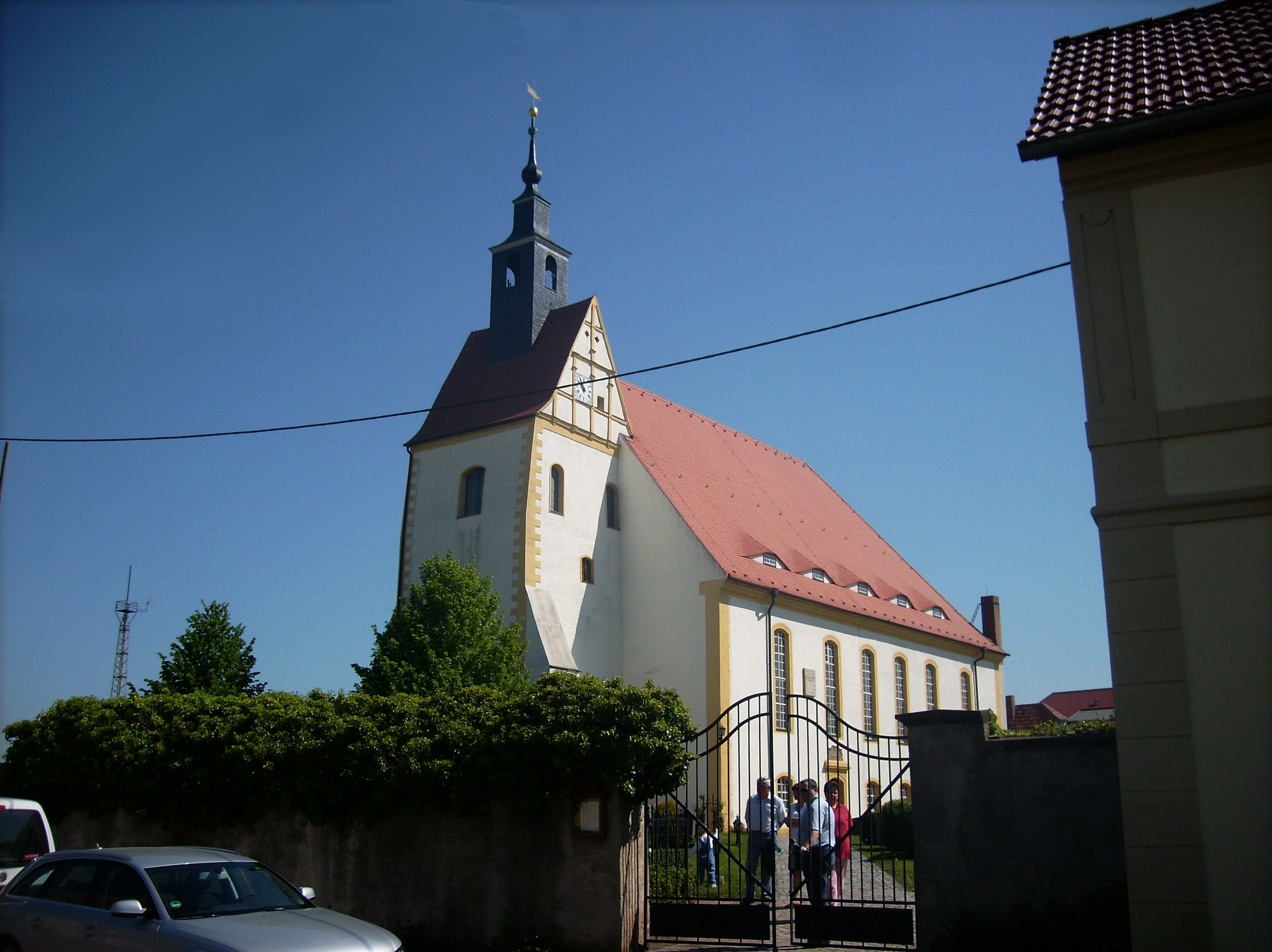
Kerk te Rüsseina (1786)
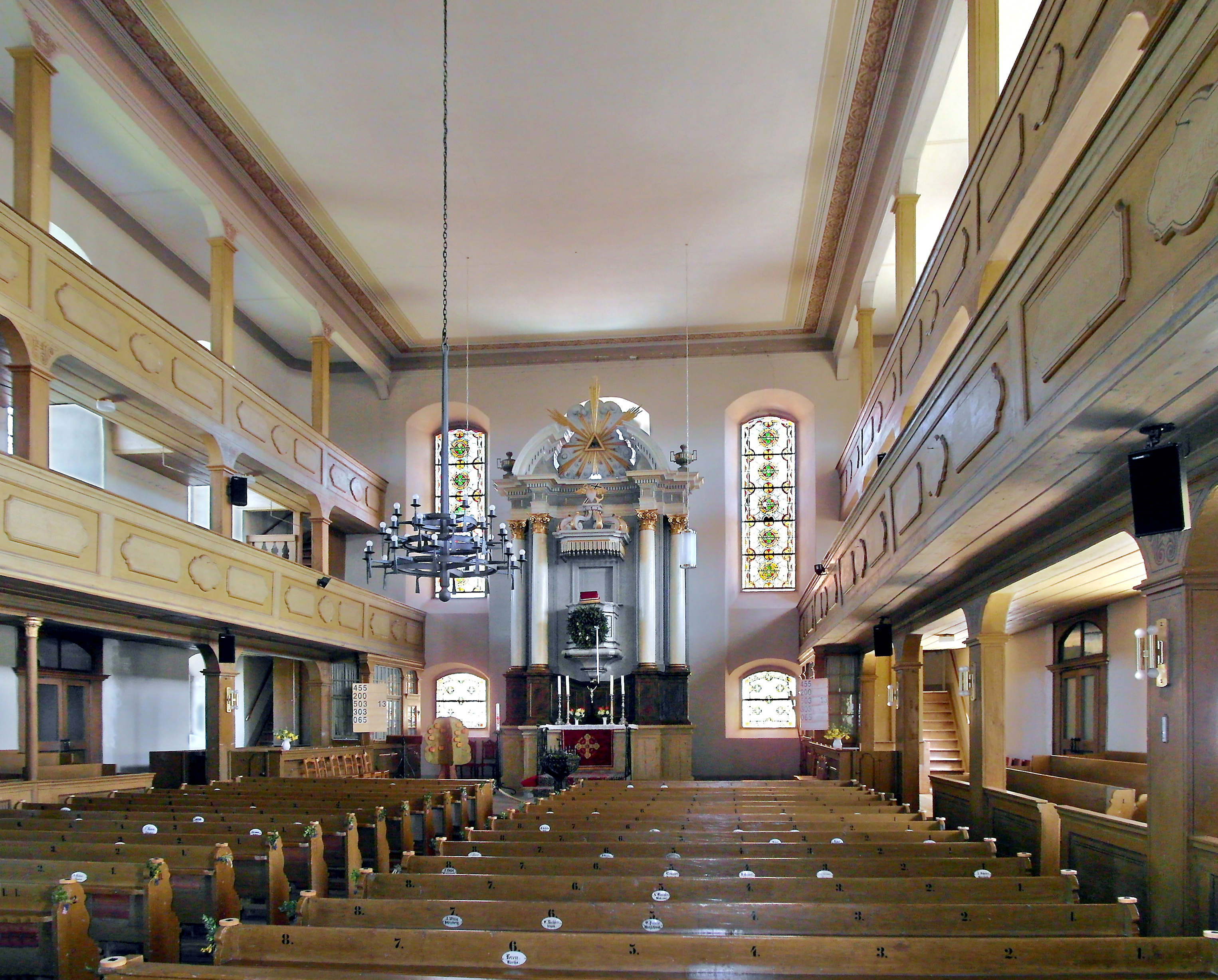
Interieur van deze kerk
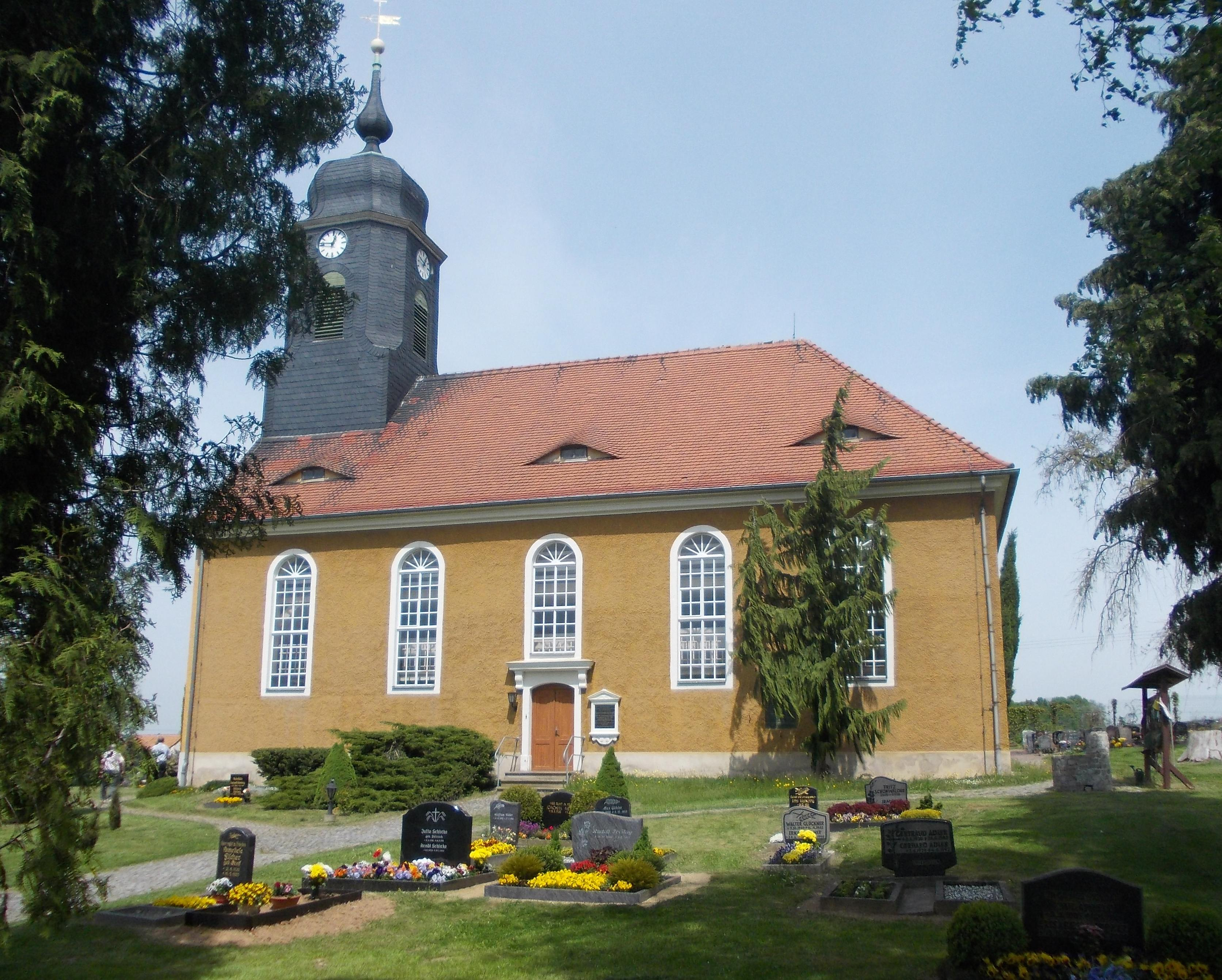
Kerk te Wendischbora (1834)
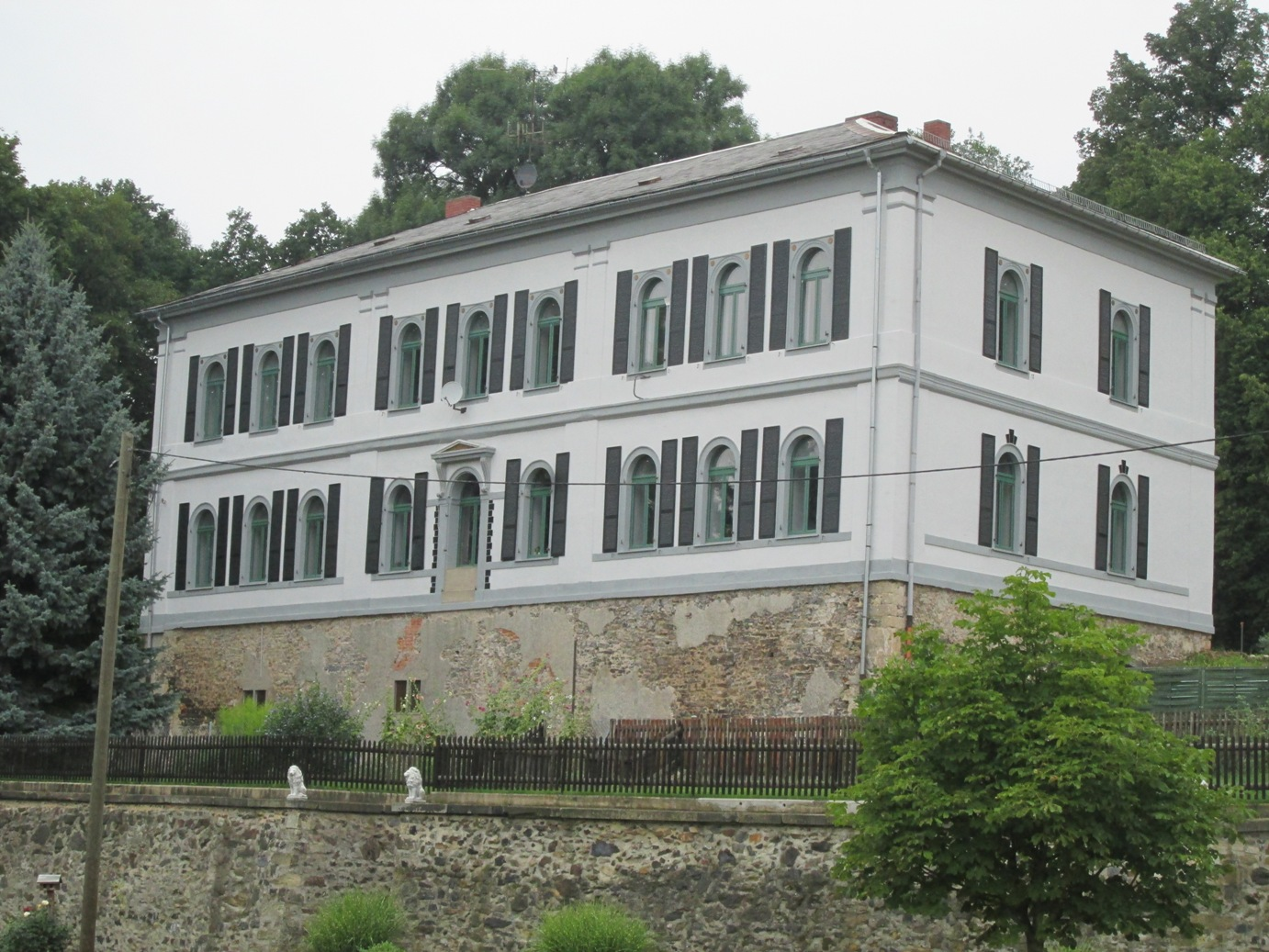
Kasteel te Wendischbora

## Belangrijke personen in relatie tot de gemeente

### Geboren te Nossen
- Albert Sigismund Jaspis (1809 – 1885), evangelisch-luthers theoloog
- Wolfgang Mieder (17 februar 1944), taalkundige, gespecialiseerd in de bestudering van Duitse  spreekwoorden, professor Duits in de staat Vermont, USA

### Overigen

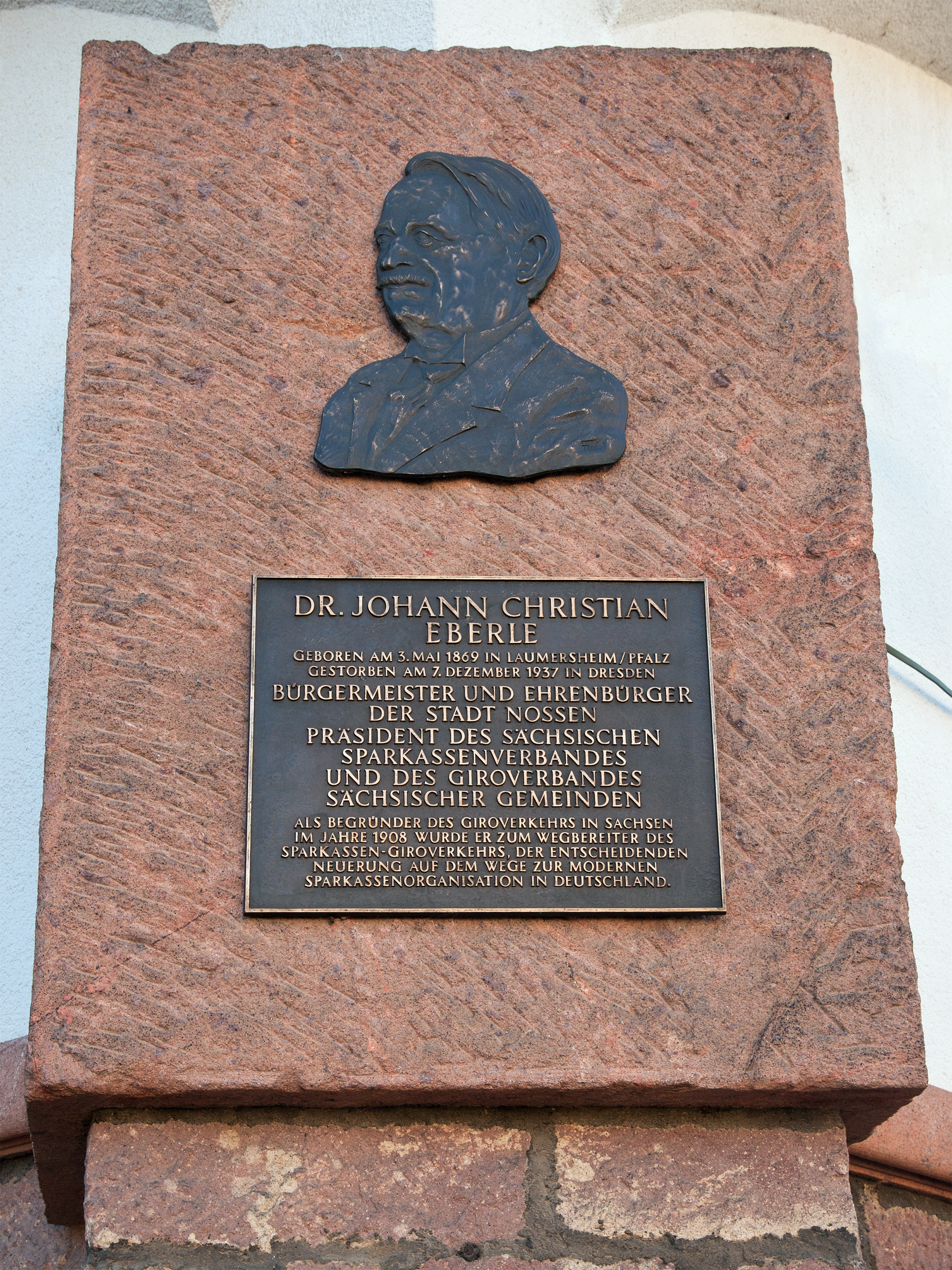
Gedenkplaquette J.C. Eberle

- Otto II van Meißen, ook bekend als Otto de Rijke (1125 — 18 februari 1190), markgraaf van Meißen, stichter van het klooster Altenzella bij Nossen
- Johann Christian Eberle (* 3 mei 1869 in Laumersheim; † 7 december 1937 in Dresden), oprichter van spaarbanken (vanaf 1907) met de toen nog ongebruikelijke mogelijkheid van giraal geldverkeer; burgemeester (1898-1919) en ereburger van Nossen.

## Varia
Met Alsheim in Rijnland-Palts onderhoudt Nossen een jumelage.